# Theobald von Bethmann Hollweg
Theobald Theodor Friedrich Alfred von Bethmann Hollweg (n. 29 noiembrie 1856, Hohenfinow, Regatul Prusiei – d. 1 ianuarie 1921, Hohenfinow, Republica de la Weimar) a fost un politician german care a fost cancelar al Imperiului German între 1909 și 1917. Administrația sa a decis intrarea Germaniei în Primul Război Mondial și a jucat un rol cheie în primii trei ani ai conflictului. A fost înlocuit din funcția de cancelar în iulie 1917, în mare parte din cauza opoziției față de politicile sale moderate din partea liderilor armatei.
Între 1884 și 1899, Bethmann Hollweg a avansat rapid prin funcții în guvernul prusac, devenind guvernator provincial al Brandenburgului în 1899, ministru de interne al Prusiei în 1905 și secretar de interne al Reichului în 1907. De asemenea, el a servit pentru scurt timp ca membru al Reichstagului în 1890, o experiență care a făcut să-i lase un gust amar sistemul de partide și să activeze ca independent pentru restul vieții sale politice. El a căutat un „curs în diagonală” între stânga și dreapta, opunându-se egalitarismului democratic, dar și deschizând dialogul cu sindicatele din postul de secretar de stat al Reichului.
Împăratul Wilhelm al II-lea l-a numit pe Bethmann Hollweg cancelar al Reichului în 1909, în parte pentru că aproba stilul său politic conciliant. Cei opt ani în funcția de cancelar au demonstrat că el susținea cu prudență unele liberalizări, cum ar fi reforma sistemului electoral pe trei clase al Prusiei⁠(d), dar avea și credința fermă că o monarhie parlamentară este cea mai bună formă de guvernare pentru Germania. Bethmann Hollweg i-a înfuriat pe conservatori când a acordat o constituție Alsaciei și Lorenei în 1911 și apoi a fost cenzurat de partidele liberale ale Reichstagului în 1913 din cauza sprijinului său pentru armată în timpul Afacerii Zabern⁠(d) care a agitat Alsacia și Lorena. Deoarece se simțea lipsit de experiență în afaceri externe, i-a dat libertate de mișcare ministrului său de externe, în special în timpul celei de a doua crize din Maroc. El a căutat, dar nu a reușit să ajungă la un acord cu Regatul Unit în cursa înarmărilor navale dintre cele două imperii.
În timpul Primului Război Mondial, Bethmann Hollweg a susținut multe dintre politicile mai dure ale Germaniei, crezând că Germania era atât de amenințată încât trebuia să ia toate măsurile necesare pentru a supraviețui. Sprijinul oferit de el multor dintre politici a fost totuși reticent și dat doar sub presiune, sau pentru că vedea că majoritatea era împotriva lui.
Imediat după asasinarea arhiducelui Franz Ferdinand, care a dus la izbucnirea războiului, el a sperat că acesta ar putea fi limitat la Balcani, dar a asigurat Austro-Ungaria de sprijinul deplin al Germaniei și a susținut cererile sale agresive împotriva Serbiei. El a amânat mobilizarea germană până după cea a Rusiei, astfel încât Germania să nu pară a fi agresor. Deși a susținut invazia Belgiei ca fiind necesară, având în vedere poziția amenințată a Germaniei, a văzut-o de la început ca pe o nedreptate care ar trebui îndreptată. El a susținut și Programul din septembrie⁠(d) care a conturat obiectivele războiului german, inclusiv expansiunea teritorială care ar fi fost în principal în detrimentul Rusiei. Mai târziu, în timpul războiului, a luat totuși poziție împotriva anexărilor. În politica internă, Bethmann Hollweg a fost principala forță motoare pentru Burgfriedenspolitik⁠(d) din Reichstag, un armistițiu politic în baza căruia părțile au convenit să nu critice guvernul și să aprobe împrumuturi de război.
Bethmann Hollweg s-a pronunțat împotriva implementării războiului submarin nerestricționat⁠(d), dar în cele din urmă a cedat presiunilor armatei și conservatorilor din Reichstag și a aprobat utilizarea acestuia. Pe măsură ce războiul înainta, el a inițiat mai multe propuneri de pace, dintre care niciuna nu a fost considerată acceptabilă de Tripla Înțelegere. La începutul anului 1917, el s-a pronunțat în favoarea unei monarhii constituționale care să fie un „imperiu al poporului” progresist și social și a făcut din nou eforturi pentru reforma electorală în Prusia. Cuvintele sale i-au înstrăinat pe mulți conservatori și i-au oferit generalului de intendență Erich Ludendorff ocazia pentru a-l înlătura pe Bethmann Hollweg. Mulți dintre cei care l-au susținut până atunci în parlament au simțit și ei că stătuse în post prea mult timp pentru a putea negocia o pace acceptabilă. Când atât Ludendorff, cât și șeful Statului Major General, Paul von Hindenburg, au amenințat că vor demisiona, Bethmann Hollweg și-a prezentat demisia împăratului.
În Reflecțiile asupra Războiului Mondial, memoriile lui care au rămas neterminate când a murit în 1921, Bethmann Hollweg sublinia poziția geografică dificilă a Germaniei, a recunoscut că guvernul și împăratul au făcut greșeli înainte de război și că Germania poartă o parte din vină pentru acesta, dar că numai o „vinovăție comună” ar fi putut duce la o catastrofă atât de mare.

## Începutul vieții și carierei

### Familia și educația
Theobald von Bethmann Hollweg s-a născut la Hohenfinow în Brandenburg, pe atunci parte a Regatului Prusiei, cel mai mare stat din Imperiul German. Era fiul oficialului prusac Felix von Bethmann Hollweg. Bunicul său, August von Bethmann-Hollweg,⁠(d) fusese un jurist proeminent, președinte al Universității Frederick Wilhelm din Berlin și ministru al culturii în Prusia. Străbunicul său, Johann Jakob Hollweg, se căsătorise cu o fiică din bogata familie de bancheri Bethmann din Frankfurt pe Main. Mama lui, Isabella de Rougemont, era o elvețiană franceză, iar bunica sa Auguste Wilhelmine Gebser provenea din familia nobiliară prusacă din Gebesee.
A studiat la internatul Schulpforta⁠(d) din provincia prusacă Saxonia⁠(d) și a studiat dreptul la Universitățile din Strasbourg și Leipzig și la Universitatea Humboldt din Berlin între 1875 și 1879. Apoi a servit ca voluntar pe un an⁠(d) în armată înainte de a-și începe cariera.

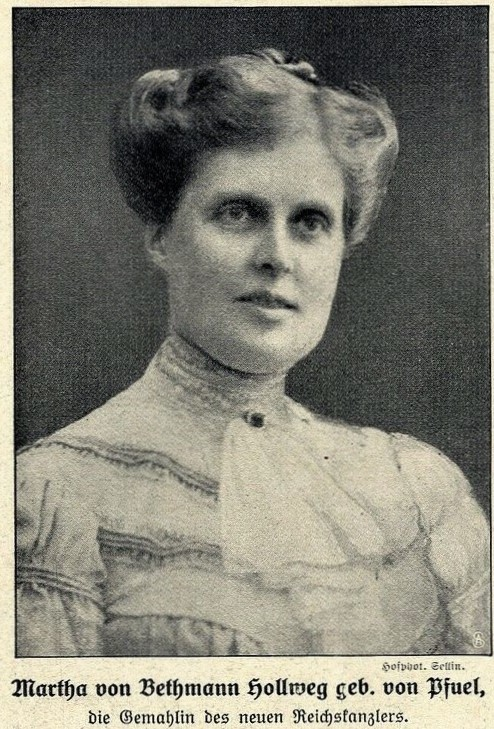
Martha von Bethmann Hollweg în 1909

La 17 iunie 1889, Bethmann Hollweg s-a căsătorit cu Martha von Pfuel, nepoata prim-ministrului prusac, Ernst von Pfuel⁠(d). În familia lor s-au născut patru copii, dintre care unul a murit tânăr. Fiul lor cel mai mare, August Friedrich, a fost ucis pe frontul de est la 9 decembrie 1914.

### Administrator de district și guvernator provincial
Bethmann Hollweg și-a început cariera ca asesor al guvernului regal în decembrie 1884. În anul următor, după ce tatăl său și-a exprimat dorința de a renunța la postul său de administrator de district (Landrat), Theobald a preluat funcția cu titlu interimar și l-a asigurat în ianuarie 1886 prin numire oficială. La 29 de ani a devenit cel mai tânăr administrator de district din provincia Brandenburg.
Tatăl lui Bethmann Hollweg își îndeplinise mandatul în stilul mai autocratic al Junkerilor prusaci, dar Theobald a preferat să se deplaseze cu mașina în sate și să vorbească atât cu patronii, cât și cu muncitorii. Activitatea lui se baza mai degrabă pe principiul participării voluntare a burgheziei decât pe instrucțiuni autoritare. Prin abordarea aceasta, el era unul dintre cei mai progresiști administratori de district ai timpului său.
O coaliție de trei partide l-a prezentat pe Bethmann Hollweg drept candidat comun pentru alegerile pentru Reichstag din 1890⁠(d). El a câștigat cu o majoritate de un vot, dar protestele contracandidaților față de presupusele nereguli au dus la noi alegeri, la care Bethmann Hollweg nu a mai participat. A fost sfârșitul scurtei sale cariere atât ca membru al Reichstagului din partea Partidulului Conservator Liber⁠(d), cât și ca politician de partid. Pentru restul vieții, a activat ca independent și a păstrat o antipatie față de sistemul de partide.
În 1896, după zece ani ca administrator de district, a primit două promovări rapide și apoi în 1899, la vârsta de 43 de ani, a devenit cel mai tânăr guvernator provincial (Oberpräsident) din Prusia în fruntea provinciei Brandenburg. Succesul său profesional rapid fusese făcut posibil de talentul său ca om de stat, dar și de prestigiul bunicului său și de mijlocirea cancelarului Reich-ului Chlodwig zu Hohenlohe-Schillingsfürst⁠(d), care îi urmărea ascensiunea de ceva vreme.

### Ministru de interne al Prusiei
La 21 martie 1905, Bethmann Hollweg a fost numit ministru prusac de interne. El a acceptat sarcina doar fără tragere de inimă, deoarece avea opinii care „nu se potriveau în schematismul prusac”. Observând de timpuriu deriva lentă a societății wilhelmine către o dreapta politică din ce în ce mai naționalistă, militaristă și o stângă republicană din ce în ce mai radicală, el a încercat să urmeze un curs conciliant în politica internă. El dorea, așa cum spunea el însuși adesea, să găsească o „politică a diagonalei” între curentele conservator și liberal-radical ale Germaniei. Noului șef al Cancelariei Reich-ului i-a scris:
Elementele de reconciliat nu mai au nicio relație interioară pe care să se bazeze opinii politice reciproce. Unul față de celălalt, se poziționează ca membri ai unor lumi diferite. Sperăm că veți reuși să aveți un efect de echilibrare, pentru că fără asimilare treptată vom ajunge la condiții care sunt destul de insuportabile.
La început, atenția lui s-a îndreptat către angajamentul Partidului Social Democrat față de structura existentă a statului. În discursul său inaugural din Camera Reprezentanților Prusiei⁠(d) din 6 aprilie 1905, pe tema propunerii stângii de a crea un organism de asistență socială pentru populație, el a descris asistența socială drept „cea mai importantă și serioasă sarcină a zilelor noastre”. Bethmann Hollweg a promis că va analiza cererea în detaliu și cu simpatie, subliniind că „eliberarea de obstacole birocratice este posibilă numai cu participarea liberă a tuturor cercurilor poporului”. Când Camera s-a ocupat de chestiunea sistemului electoral prusac al celor trei clase⁠(d), care pondera voturile în funcție de suma taxelor plătite, Bethmann Hollweg s-a opus adoptării de către Prusia a votului universal pentru bărbați pentru Reichstagul național. El a avertizat împotriva „egalitarismului democratic”, dar a lăudat „aspirațiile extraordinare ale clasei noastre muncitoare”.
În același an, școlari vorbitori de limbă poloneză din provincia Posen⁠(d), susținuți de clerul catolic, au intrat în grevă cerând ca lecțiile să fie din nou în poloneză. Conservatorii au vrut să sporească prezența militară în Posen, dar Bethmann Hollweg a respins ideea. În schimb, el a autorizat ca în viitor instruirea religioasă să fie făcută în poloneză.

### Secretar de stat pentru interne al Imperiului
Bethmann Hollweg a fost numit secretar de stat pentru interne de către cancelarul Bernhard von Bülow imediat după alegerile din 1907 pentru Reichstag⁠(d). Din nou, Bethmann Hollweg a manifestat reticență față de ideea de a prelua postul, dar din moment considera că numirea este un ordin imperial, în cele din urmă nu a văzut altă alternativă decât să accepte.
În octombrie 1907 a participat la Congresul Muncitorilor Germani, o adunare generală a sindicatelor creștine, unde apariția unui secretar de stat imperial a fost văzută ca un pas important înainte.
În decembrie, el s-a opus înființării unui birou al Reichului pentru muncă, dar a respins afirmația că în chestiuni sociopolitice guvernul nu va acționa. „Nu am descoperit nici măcar o urmă de scepticism obosit în această activitate; în ea, deși departe de arena parlamentară, s-a format Germania de astăzi”. El simțea că „bâjbâitul orbesc după noutate este ceva ce se întâmplă poporului însuși, nu reprezentanților poporului”. Era așadar necesar să „facem loc noilor opinii care reies din condițiile economice și sociale schimbate”.
La sfatul lui Bethmann Hollweg, împăratul a anunțat reforma electorală în Regatul Prusiei în discursul său imperial din 20 octombrie 1908. (Sistemul electoral prusac avea de fapt să fie reformat abia la 12 noiembrie 1918.) Wilhelm al II-lea a promis „mai multă dezvoltare organică”, pe care a descris-o drept una dintre „cele mai importante sarcini ale prezentului”. Deputatul din Reichstag Friedrich Naumann, căruia îi plăcea stilul secretarului de stat, a subliniat mai târziu în mod deosebit influența pozitivă a lui Bethmann Hollweg asupra împăratului.

## Cancelar imperial

### Numirea și reacțiile

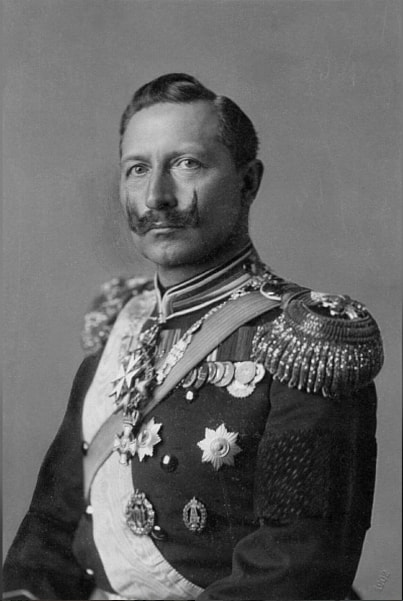
Împăratul Wilhelm al II-lea în 1904

Împăratul Wilhelm al II-lea l-a numit pe Bethmann Hollweg cancelar la 7 iulie 1909. Fusese adjunct al cancelarului von Bülow în timpul mandatului său, iar împăratul a remarcat disponibilitatea lui Bethmann Hollweg de a face compromisuri pentru a calma rivalitățile dintre partide. Înfățișarea sa modestă și succesele în funcția de consilier al lui Wilhelm îl aduseseră și ele în grațiile împăratului. Numirea lui Bethmann Hollweg fusese sugerată anterior în cercurile politice, inclusiv de Friedrich von Holstein⁠(d) de la Ministerul de Externe.
În general, reacția din partea tuturor partidelor a fost pozitivă, deși Partidul de Centru⁠(d), catolic, a avut rezerve, iar pentru Partidul Social Democrat (SPD) Bethmann Hollweg reprezenta doar un alt cancelar loial împăratului. Dar neutralitatea binevoitoare a spectrului politic în ansamblu a fost o consecință a numeroaselor fațete ale lui Bethmann Hollweg. El nu era un Junker în adevăratul sens al cuvântului, ceea ce stânga a luat-o drept un semn pozitiv. Istoricul familiei sale îl făcea apreciat de național-liberali⁠(d) și de centriști, iar activitatea sa de funcționar administrativ le inspira încredere conservatorilor.
Răspunsul din străinătate a fost exclusiv prietenos. Journal des Débats a vorbit despre un „semn liniștitor” pentru relațiile franco-germane. Ambasadorul Franței la Berlin, Jules Cambon⁠(d), i-a trimis noului cancelar al Reichului o scrisoare oficială de felicitare, lucru care nu se mai întâmplase până atunci. Ambasada Germaniei la Londra sub conducerea lui Paul Wolff Metternich⁠(d) a scris că regele britanic Edward al VII-lea îl considera pe noul cancelar un „partener important pentru menținerea păcii”.

### Politica internă
În ianuarie 1910, Bethmann Hollweg scria că guvernul se confruntă cu „marea sarcină a educației politice a poporului, cu eliminarea dominației lozincilor și evaluărilor superficiale”. El considera că sarcina de bază a unui om de stat este „ascultarea întrucâtva a evoluțiilor”. În 1910, el a depus un proiect de lege pentru reformarea legii electorale pe trei clase a Prusiei, dar a fost respins de parlamentul statului prusac (Landtag). În Reichstag, el a promovat reforma statutului constituțional al Alsaciei și Lorenei, teritoriu luat de la Franța după înfrângerea acesteia în războiul franco-prusac din 1870–1871. Acest teritoriu a primit propria constituție cu un parlament bicameral, a cărui cameră inferioară era aleasă după regulile după care se alegea și Reichstagul (vot universal masculin). Proiectul de lege al cancelarului a fost adoptat la 23 martie 1911, în pofida protestelor energice din partea conservatorilor și armatei. Spre deosebire de Prusia însă, lui Bethmann Hollweg nu i s-a opus niciun conservator influent, ceea ce a permis inițiativei sale constituționale democratice să fie adoptată.

### Politica externă

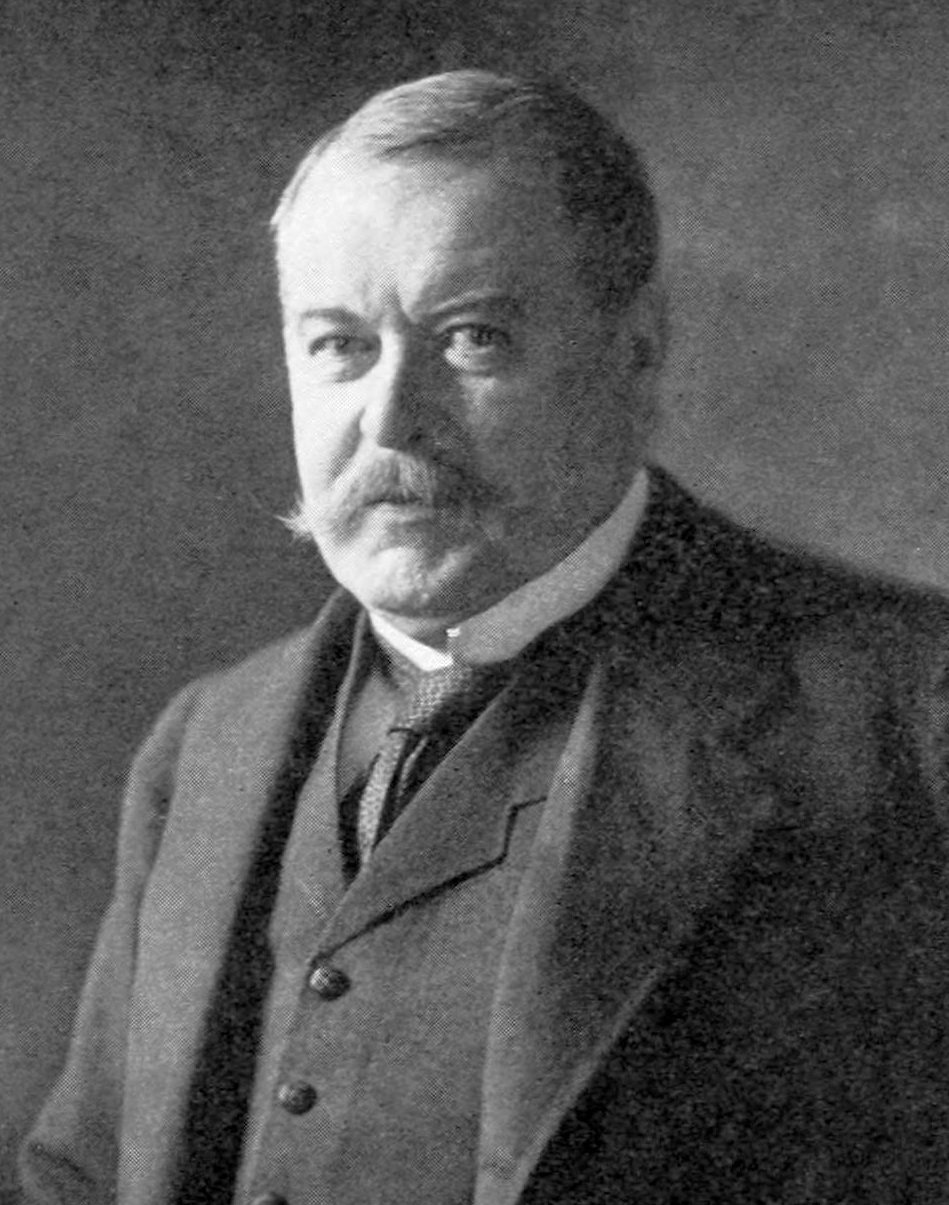

În politica externă, Bethmann Hollweg a acordat de la început o mare importanță unei înțelegeri cu Regatul Unit. El considera relațiile germano-austriece ca fiind atât de lipsite de probleme încât i se părea că este mai important să se dovedească prietenos cu celelalte puteri. El l-a numit pe Alfred von Kiderlen-Waechter⁠(d) secretar de stat pentru afaceri externe. Inițial, numirea a fost văzută ca fiind una bună, dar ulterior s-a dovedit a fi o dezamăgire. Impulsivul șvab contrasta mult cu cancelarul nu numai prin temperamentul său, ci mai ales în chestiunile de politică externă. Deși Wilhelm al II-lea a cerut ca Imperiul să intensifice susținerea pentru „relații pașnice și prietenoase cu celelalte puteri” în discursul său din 1909, diplomația lui Kiderlen-Waechter în raport cu a doua criză marocană din 1911 — când a trimis o canonieră germană către țării africane ce era controlată politic de Franța — nu era în concordanță cu cuvintele împăratului. Lui Bethmann Hollweg i s-a reproșat adesea pasivitatea din timpul crizei. Faptul că i-a dat mână liberă lui Kiderlen-Waechter, în ciuda îndoielilor sale cu privire la abordarea acestuia, poate fi explicat prin sentimentul că îi lipsea expertiza în domeniul politicii externe și nu se considera competent să i se opună lui Kiderlen-Waechter în problema Marocului.
Criza din Maroc a fost rezolvată printr-un acord franco-german prin care Imperiul a renunțat la pretențiile sale asupra Marocului în schimbul Noului Camerun⁠(d) (Neukamerun), o extensie în interiorul continentului a Camerunului german (Kamerun). Secretarul de stat colonial conservator Friedrich von Lindequist⁠(d) a protestat ferm și a demisionat în noiembrie 1911. În loc să numească succesorul propus de Lindequist, Bethmann Hollweg l-a ales pe guvernatorul liberal al Samoei, Wilhelm Solf⁠(d). Solf era unul dintre puținii factori de decizie în politica externă din Imperiu care îl sprijinea pe deplin pe Bethmann Hollweg.
Relațiile germano-ruse au evoluat într-o direcție pozitivă înainte de criza marocană. În 1910, țarul Nicolae al II-lea fusese la Potsdam, vizită pe care Bethmann Hollweg a descris-o într-o scrisoare drept „o piatră de temelie către o înțelegere cu Anglia”. Potrivit înregistrărilor curții ruse, țarul a considerat că un război deschis cu Germania este o perspectivă care „se retrage în depărtare”. În 1912, cancelarul german a profitat de o întâlnire între împărat și țar la Baltischport (astăzi Paldiski, Estonia) pentru o discuție amicală. După discuții cu premierul rus Vladimir Kokoțsov⁠(d) și cu ministrul de externe Serghei Sazonov, Bethmann Hollweg a scris că a reușit să stabilească „relații de încredere și de prietenie”. La 25 iulie 1912, Walther Rathenau a rămas la Hohenfinow pentru a vorbi cu cancelarul despre călătoria sa în Rusia. Rathenau a notat în jurnalul său că Bethmann Hollweg dorea „să mențină un modus vivendi și în problema rusă”. În chestiuni de politică externă, Rathenau i-a propus lui Bethmann Hollweg o uniune vamală europeană, oprirea imperialismului britanic în Marea Mediterană, apoi o alianță cu Regatul Unit în scopul unor achiziți coloniale pentru Germania. Ideile nu aparțineau cancelarului, dar acesta a semnat lista de propuneri ca fiind „de acord în principiu”.
A doua problemă de politică externă a lui Bethmann Hollweg a fost extinderea flotei germane pe care o dorea amiralul Alfred von Tirpitz. Cancelarul intenționa să folosească dialogul cu Regatul Unit pentru a facilita o extindere prudentă a flotei și, în același timp, pentru a îmbunătăți relațiile prin onestitate. Din cauza discursurilor amenințătoare ale conservatorilor germani din Reichstag și ale conservatorilor britanici în Camerele Parlamentului londonez, aceste eforturi au eșuat.
În Misiunea Haldane⁠(d) din 1912 – o încercare a diplomatului britanic Richard Haldane⁠(d) de a ajunge la un acord privind cursa înarmărilor navale dintre Regatul Unit și Germania – Bethmann Hollweg nu a reușit să ajungă la o înțelegere. Germania dorea ca Regatul Unit să se angajeze la neutralitate în orice război viitor, în timp ce Regatul Unit căuta să încetinească cursa celor două țări de a-și extinde marinele militare. Bethmann Hollweg se bucurat totuși de o bună reputație în fața ministrului britanic de externe Sir Edward Gray⁠(d): „Atâta timp cât Bethmann Hollweg este cancelar, vom coopera cu Germania pentru pacea în Europa”. Bethmann Hollweg a negociat tratate cu privire la o eventuală împărțire a coloniilor portugheze și a proiectat calea ferată Berlin-Bagdad⁠(d), aceasta din urmă având ca scop parțial asigurarea sprijinului țărilor balcanice pentru o alianță germană cu Imperiul Otoman.
Deși Bethmann Hollweg a criticat expansiunea navală, în aprilie 1912 el a promovat în Reichstag un proiect de lege care prevedea consolidarea armatei. Un an mai târziu, el a depus următorul proiect de lege a apărării care cerea o creștere a armatei cu 136.000 de oameni și aproape 1,3 miliarde de mărci în fonduri suplimentare pentru aceasta și pentru achizițiile de arme. SPD s-a pronunțat cu fermitate împotriva expansiunii militare. Bethmann Hollweg a combinat propunerea cu un alt proiect care prevedea o „contribuție extraordinară de apărare” din toate activele de peste 10.000 de mărci. Întrucât SPD a cerut întotdeauna impozite directe pentru cei bogați, a acceptat proiectul de lege după aprigi dezbateri.

### Afacerea Zabern și cenzurarea de către Reichstag
La sfârșitul anului 1913, Afacerea Zabern a zguduit politica și opinia publică germană. La Zabern ( Saverne) în Alsacia, un tânăr locotenent german i-a insultat pe alsacieni într-un discurs adresat soldaților și a cerut ca alsacienii rebeli să fie înjunghiați. Tragerea lui la răspundere de către colonelul său a fost minimală. În schimb, după protestele alsacienilor, militarii au arestat ilegal câțiva cetățeni.
Când Bethmann Hollweg a declarat în Reichstag, la 3 decembrie 1913, că uniforma Kaiserului trebuie respectată în orice împrejurări, a lăsat impresia că îl sprijină complet pe ministrul de război Erich von Falkenhayn. Partidele care până atunci îl susținuseră pe Bethmann Hollweg din cauza politicilor sale progresiste – cel de Centru, Partidul Popular Progresist, național-liberalii și social-democrații – s-au unit pentru a introduce o moțiune de cenzură împotriva lui. Când Philipp Scheidemann⁠(d) (SPD) a evidențiat condițiile constituționale exemplare din Regatul Unit și Țările de Jos, Bethmann Hollweg a răspuns disprețuitor și furios. Inițial centrist, cancelarul părea să se fi deplasat spre dreapta, deși era insultat ca „democrat” în cercurile național-conservatoare. În discursul său de la Reichstag, el a vorbit împotriva convingerilor sale pentru a păstra neutralitatea guvernului și pentru a-și susține loialitatea față de împărat. În cele din urmă, totuși, a cedat în fața armatei și și-a slăbit mult poziția. Pentru prima dată a mărturisit că regretă că nu are un partid în spatele lui.

### De la „cecul în alb” până la izbucnirea războiului

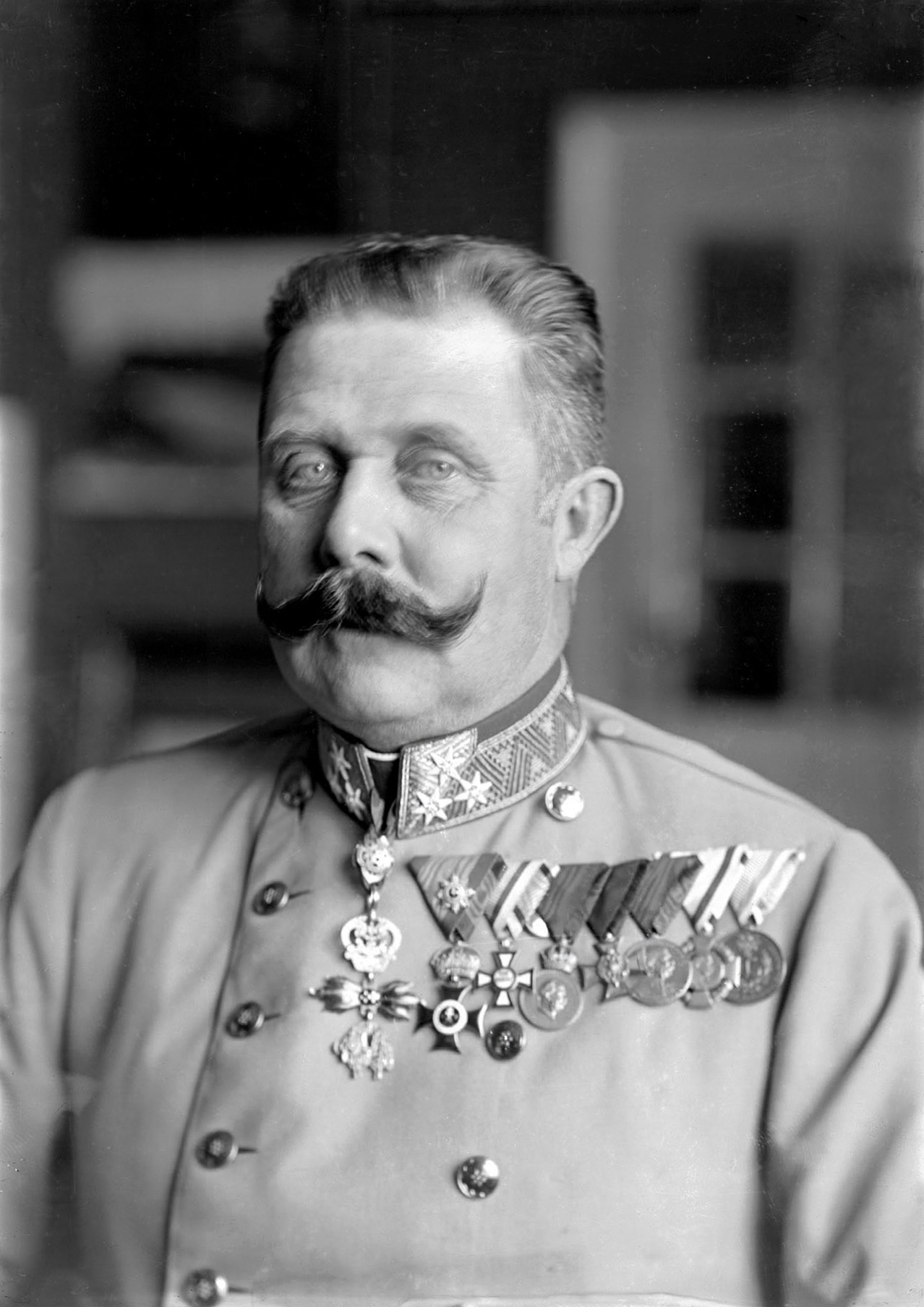
Arhiducele Franz Ferdinand, moștenitorul tronului Austro-Ungariei

La începutul anului 1913/1914, atmosfera europeană se mai calmase, iar Bethmann Hollweg a simțit un nou optimism în politica externă. I s-a părut că tratatul de la București, care a încheiat cel de al Doilea Război Balcanic, rezolva pe termen mediu problemele din Balcani, iar un recent schimb de scrisori cu ministrul rus de externe Serghei Sazonov a stabilizat situația din est. Criza diplomatică din cauza misiunii militare germane din 1913 în Imperiul Otoman fusese depășită în ciuda sentimentului panslav din Imperiul Rus.
Declarațiile cancelarului Reich-ului din acea vreme dezvăluie că era dornic să împiedice un război european major. Acțiunile Rusiei în nordul Persiei au apropiat temporar și Regatul Unit de Germania. Politica externă a lui Bethmann Hollweg a fost însă umbrită când, la începutul verii anului 1914, guvernul german a aflat despre un acord naval ruso-britanic. Dezamăgit de ministrul britanic de externe Edward Grey, în care avea încredere, el a scris ambasadei germane la Constantinopol că este o chestiune de a ieși din încurcături fără conflicte majore. Câteva zile mai târziu, după un dezacord cu șeful Statului Major al Armatei Helmuth von Moltke, a plecat într-o vacanță de vară la casa sa din Hohenfinow. Vacanța a fost însă foarte scurtă, întrucât puțin după sosirea sa, a fost asasinat arhiducele Franz Ferdinand al Austro-Ungariei la 28 iunie 1914.
După asasinarea moștenitorului tronului Austro-Ungariei, Wilhelm al II-lea a emis celebrul „cec în alb” lui László Szőgyény⁠(d), ambasadorul Austro-Ungariei la Berlin. Acesta a afirmat că Germania își va respecta obligațiile de alianță cu Austro-Ungaria și că îi va fi alături. Bethmann Hollweg a scris mai târziu în Reflecții asupra războiului mondial că „vederile împăratului coincideau” cu ale sale. La 6 iulie 1914, în timpul Crizei din Iulie care a dus la declanșarea Primului Război Mondial, cancelarul Reich-ului a asigurat din nou ambasada Austriei că Germania va lupta cu loialitate alături de aliatul său. Revendicările agresive ale Austro-Ungariei împotriva Serbiei au fost astfel făcute cu sprijinul lui Bethmann Hollweg.
În același timp, i-a cerut secretarului de stat al pentru externe, Gottlieb von Jagow⁠(d), să telegrafieze prințului Lichnowsky⁠(d), ambasadorul Germaniei la Londra, că „trebuie evitat tot ceea ce ar putea da aparența că îi incităm pe austrieci la război”. Crezând că poate localiza conflictul, Bethmann Hollweg a refuzat să-l cheme pe împărat, aflat în vacanță pe iahtul său. Cancelarul a dat mână liberă Austriei, deși nu fără critici, după cum a mărturisit ambasadorul Franței la Viena. Confidentul său Kurt Riezler⁠(d) a remarcat că Bethmann Hollweg și-a exprimat încă de la început temerile că, dacă Austria ar adopta un ton prea expansionist, conflictul nu ar mai putea fi limitat la Balcani și „ar putea duce la război mondial”.
Chiar și atunci când Ministerul de Externe și-a dat în sfârșit seama, în iulie 1914, că ultimatumul Austro-Ungariei față de Serbia urma să fie formulat într-un mod pe care Serbia nu avea să-l poată accepta, cancelarul i-a lăsat pe austrieci să meargă pe acel drum. La o întrebare, Cancelaria Reich-ului a declarat: „nu putem comenta formularea cererilor către Serbia, deoarece aceasta este treaba Austriei”. Crezând în neutralitatea Regatului Unit, Bethmann Hollweg a telegrafat Ministerului de Externe de la Londra: „Din moment ce Austria protejează interese vitale în acțiunea sa, orice amestec al Germaniei ca aliat este exclusă. ... Numai dacă suntem forțați vom lua sabia în mână.”

Răspunsul Serbiei la ultimatumul austriac accepta aproape toate cererile Austro-Ungariei. Când s-a întors la Berlin pe 27 iulie 1914, împăratul nu vedea nevoia pentru un război. El a sugerat Austriei să ocupe Belgradul cu scopul de a continua negocierile pentru o soluție permanentă a problemei balcanice. Văzând amenințarea intrării britanicilor în război, Bethmann Hollweg a susținut în principiu propunerea de limitare la ocupația Belgradului, combinată cu renunțarea de către austrieci la anexarea Serbiei. Dar știa că așa ceva fi considerat nesatisfăcător de ruși. Când împăratul „a amenințat din nou să slăbească”, cancelarul și Ministerul de Externe au subminat propunerea care cerea reținere, trimițând scrisoarea ambasadorului german la Londra cu întârziere și doar parțial la Viena. Ultima propoziție (aici cu italice) a fost ștearsă înainte de a fi trimisă:
Dacă am respinge orice încercare de mediere, întreaga lume ne-ar considera responsabili pentru conflagrație și ne-ar prezenta drept adevărați belicoși. De asemenea, asta ar face imposibilă poziția noastră aici, în Germania, unde trebuie să părem ca și cum războiul ne-a fost impus din afară. Poziția noastră este cu atât mai dificilă, deoarece Serbia pare să fi cedat foarte mult. Prin urmare, nu putem respinge rolul de mediator; trebuie să transmitem propunerea britanică la Viena pentru a fi analizată, mai ales că Londra și Parisul își folosesc continuu influența asupra Petersburgului. De asemenea, toată lumea de aici este convinsă, și aud același lucru de la colegii mei, că cheia situației se află la Berlin și că, dacă Berlinul dorește în mod serios pacea, atunci va împiedica Viena să urmeze o politică nesăbuită.

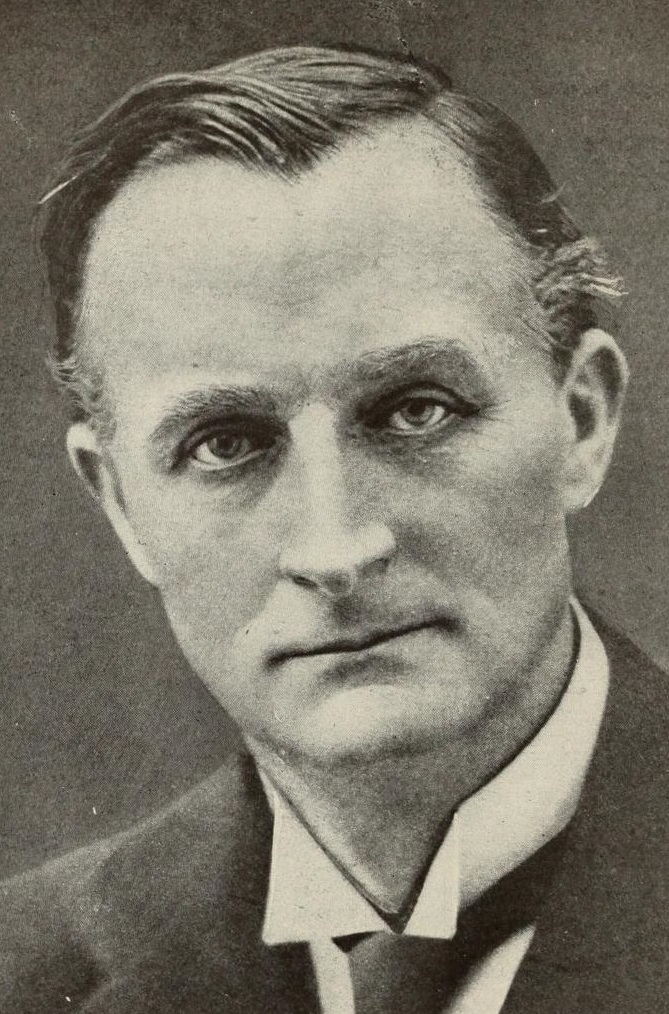

În același timp, Italia, un presupus aliat al Triplei Alianțe, a cerut despăgubiri pentru acțiunile Austriei în Balcani. Viena a răspuns oferindu-se să împartă Serbia între Rusia, care anterior nu emisese pretenții teritoriale față de Serbia, și Austria. Propunerea a fost respinsă cu proteste puternice la Berlin. Pentru prima dată, Bethmann Hollweg a fost în mod deschis furios pe monarhia dunăreană și și-a telegrafat opiniile Ministerului de Externe.
Secretarul britanic de externe Gray a avertizat Germania că, dacă conflictul nu se va limita la Austria și Rusia, ci ar implica și Franța și Reich-ul, nici Regatul Unit nu va putea sta deoparte. Bethmann Hollweg l-a informat apoi pe ambasadorul german la Viena că Austria nu ar trebui să se opună negocierilor cu Imperiul Rus. Deși Germania era pregătită să-și îndeplinească obligația de alianță, ea nu era pregătită să fie „târâtă cu nesăbuință... într-o conflagrație mondială”.
Între timp, armatele Austro-Ungariei și Rusiei erau în curs de mobilizare, iar șeful Statului Major General Moltke a cerut cancelarului să inițieze mobilizarea generală în Germania, cu argumentul că Austria nu trebuie abandonată. Ruta strategică a Statului Major prin Belgia (o parte cheie a Planului Schlieffen pentru atacul german asupra Franței) a subminat în cele din urmă toate eforturile lui Bethmann Hollweg de a localiza conflictul. În memoriile sale, amiralul Tirpitz a descris situația cancelarului din acele vremuri ca fiind aceea a unui „om care se îneacă”.

### Primul Război Mondial

#### Izbucnirea
Germania a declarat război Rusiei și a început mobilizarea la 1 august 1914. Bethmann Hollweg, spre deosebire de reprezentanții Ministerului Prusac de Război, insistase asupra unor declarații formale pentru „a avea o afirmație conform dreptului internațional”. Dorința sa profundă ca în război să existe niște îndrumări care să fie întotdeauna aplicabile a fost întâmpinată cu surprindere la Berlin. El a respins propunerea țarului de a aduce chestiunea sârbă în fața Curții Permanente de Arbitraj⁠(d) de la Haga, deoarece mobilizarea generală a Rusiei avusese loc deja cu o zi înainte. Așteptarea mobilizării până după ce Rusia a făcut acest lucru a permis guvernului german să pretindă că este victima agresiunii ruse și i-a câștigat sprijinul social-democraților pentru cea mai mare parte a războiului.
La 3 august, Bethmann Hollweg l-a asigurat pe ministrul britanic de externe Gray că mobilizarea rusă din 30 iulie a constrâns Germania într-atât încât a cerut Belgiei să permită trupelor sale să treacă prin țară. El a spus că încercase totul pentru a evita încălcarea dreptului internațional și pentru a preveni „nebunia autodistrugerii națiunilor culturale ale Europei [Kulturnationen]”.
La 4 august, trupele germane au invadat Belgia. În așteptarea declarației britanice de război, Bethmann Hollweg s-a prezentat în fața Reichstagului pentru a sublinia că Germania nu dorește războiul și că armata rusă a aprins focul. „Nedreptatea față de Belgia” trebuie să fie corectată de Imperiu, a spus el, dar cei care erau astfel amenințați nu se puteau gândi decât la cum să-și croiască drum.

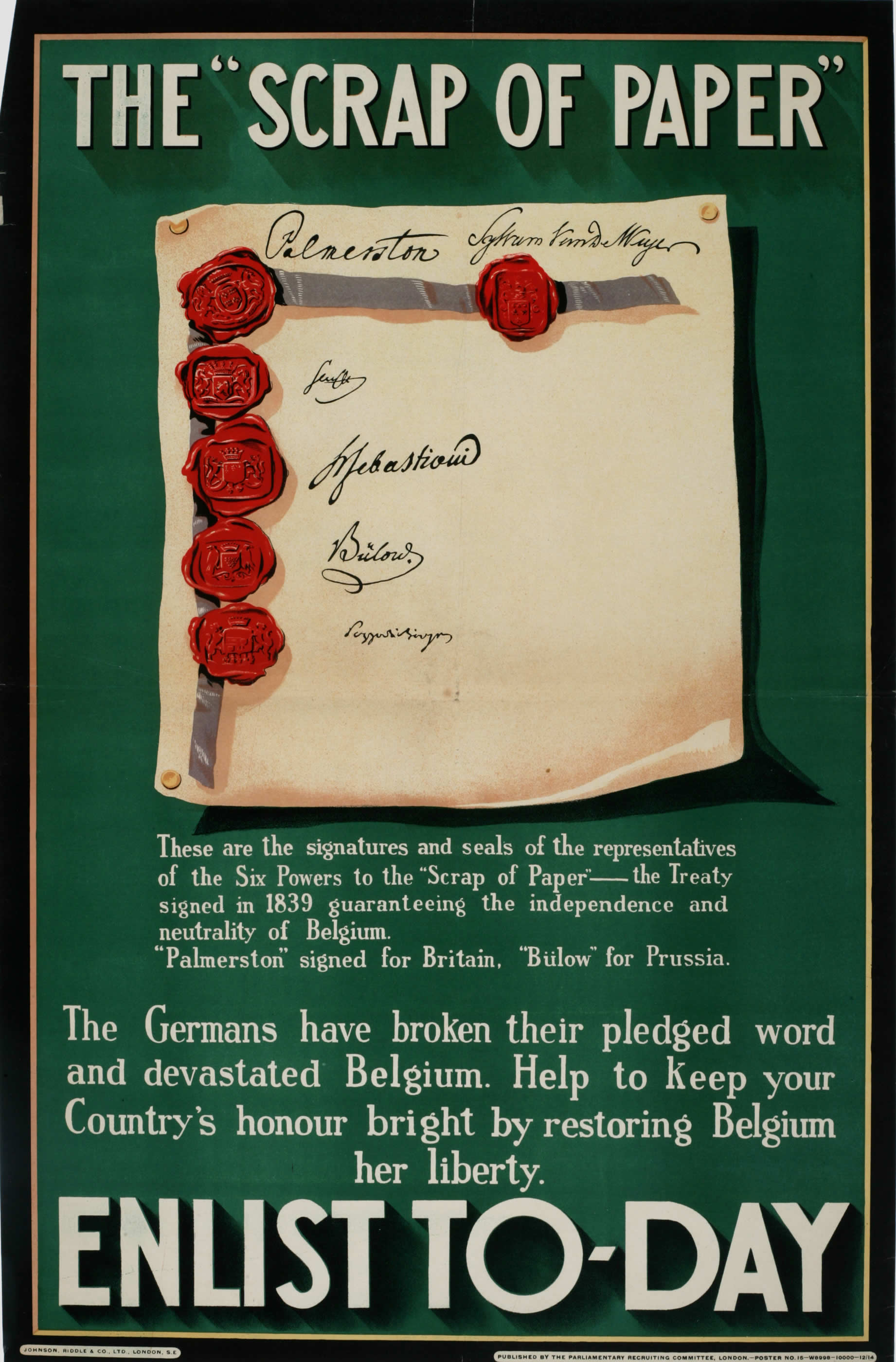
Afiș britanic pentru înrolare care valorifică „pasul fals” al lui Bethmann Hollweg când a numit tratatul de asigurare a neutralității Belgiei drept o „bucată de hârtie”.

El a avut o conversație cu ambasadorul britanic în Germania, Sir Edward Goschen,⁠(d) în seara zilei de 4 august. În lacrimi, Cancelarul a spus ce avea pe suflet. Că pentru o „bucată de hârtie” (adică Tratatul de la Londra din 1839 care garantează neutralitatea Belgiei), spunea el, Regatul Unit vrea să ducă război împotriva unei națiuni înrudite care dorește să trăiască în pace cu ea. În fața ochilor săi toate eforturile se prăbușiseră ca un castel de cărți. Se spune că la sfârșit cancelarul Reich-ului și ambasadorul au plâns unul în brațele celuilalt. În Reflecțiile asupra războiului mondial, Bethmann Hollweg a recunoscut că a fost o mare greșeală (Entgleisung, în traducere literală —„deraiere”, „derapaj”) formularea „bucată de hârtie”, dar el considera că neutralitatea Belgiei nu are nicio importanță în comparație cu războiul mondial care se apropia.

#### 1914: primele reacții
Bethmann Hollweg a rămas în mare parte neafectat de entuziasmul patriotic din Germania din august 1914 (așa-numitul „spirit al lui 1914⁠(d)”). O scrisoare pe care a trimis-o prietenului său Wolfgang von Oettingen la 30 august 1914 stă mărturie: „Munca și speranța au fost zdrobite în mâinile mele. Dar mă simt nevinovat de râurile de sânge care curg acum. Poporul [Volk] nostru este plin de glorie și nu poate pieri.”
În ceea ce va fi numit mai târziu Programul din Septembrie⁠(d), Imperiul a formulat pentru prima dată obiective concrete de război. Programul conținea revendicări teritoriale în Europa îndreptate în primul rând împotriva Rusiei, precum și crearea unei uniuni vamale europene care să netezească calea intereselor economice germane în țările vecine și să asigure supremația germană în Europa centrală. Nu se poate dovedi dacă planurile au provenit de la Bethmann Hollweg. Autorul este în general considerat a fi asociatul său Kurt Riezler⁠(d). Riezler a scris pe 20 septembrie 1914 că „în chestiunea obiectivelor de război, [cancelarul] nu va face niciodată mai mult decât să asculte”. Cu toate acestea, Bethmann Hollweg a semnat Programul din Septembrie.
Bethmann Hollweg a recunoscut în 1918 că probabil cel mai bun lucru de făcut ar fi fost să ceară restaurarea Belgiei. Dar sub enorma presiune venită din partea armatei, care era foarte dornică de anexări („Acel blestemat sentiment de la Cartierul General”), așa ceva nu era posibil în acel moment, a spus el, iar politica, după cum remarcase Otto von Bismarck, era arta posibilului.
Cancelarul a vorbit despre o „promisiune” (Faustpfand) către Belgia și Franța. Pentru el, formularea avea avantajul că nu ducea la un angajament prematur, întrucât problema respectării promisiunii avea să se pună abia la sfârșitul războiului. A fost astfel o armă retorică împotriva pretențiilor anexioniste. Probabil că Bethmann Hollweg nu a retractat niciodată declarația din 4 august 1914, în care recunoștea vinovăția pentru „nedreptatea față de Belgia”, deși unii istorici cred că a făcut-o. În mai 1917, îi spunea prietenului său Karl von Weizsäcker⁠(d) că prin ambele formulări („promisiune” și „nedreptate față de Belgia”) dorea să-i atragă pe social-democrați de partea Imperiului. În fața comisiei de anchetă a Adunării Naționale de la Weimar⁠(d) cu privire la problema vinovăției pentru război, în 1919, el a subliniat că nu a revocat niciodată acea mărturisire a greșelii.
În orice moment, Bethmann Hollweg a subliniat caracterul defensiv pe care considera el că îl are războiul. El a vorbit mereu despre „asigurarea” Reich-ului și, în caz de victorie, despre o „Germanie mai puternică” – dar niciodată despre una „mai mare”, după cum remarca dezaprobator un membru al Ligii Pangermane⁠(d). Deși Bethmann Hollweg vorbea la Cartierul General în martie 1915 despre eliberarea Belgiei, el nu a putut îndeplini cererile stângii, care insista asupra unei declarații de renunțare totală, și continua să fie sigur de bunăvoința lui Wilhelm al II-lea.

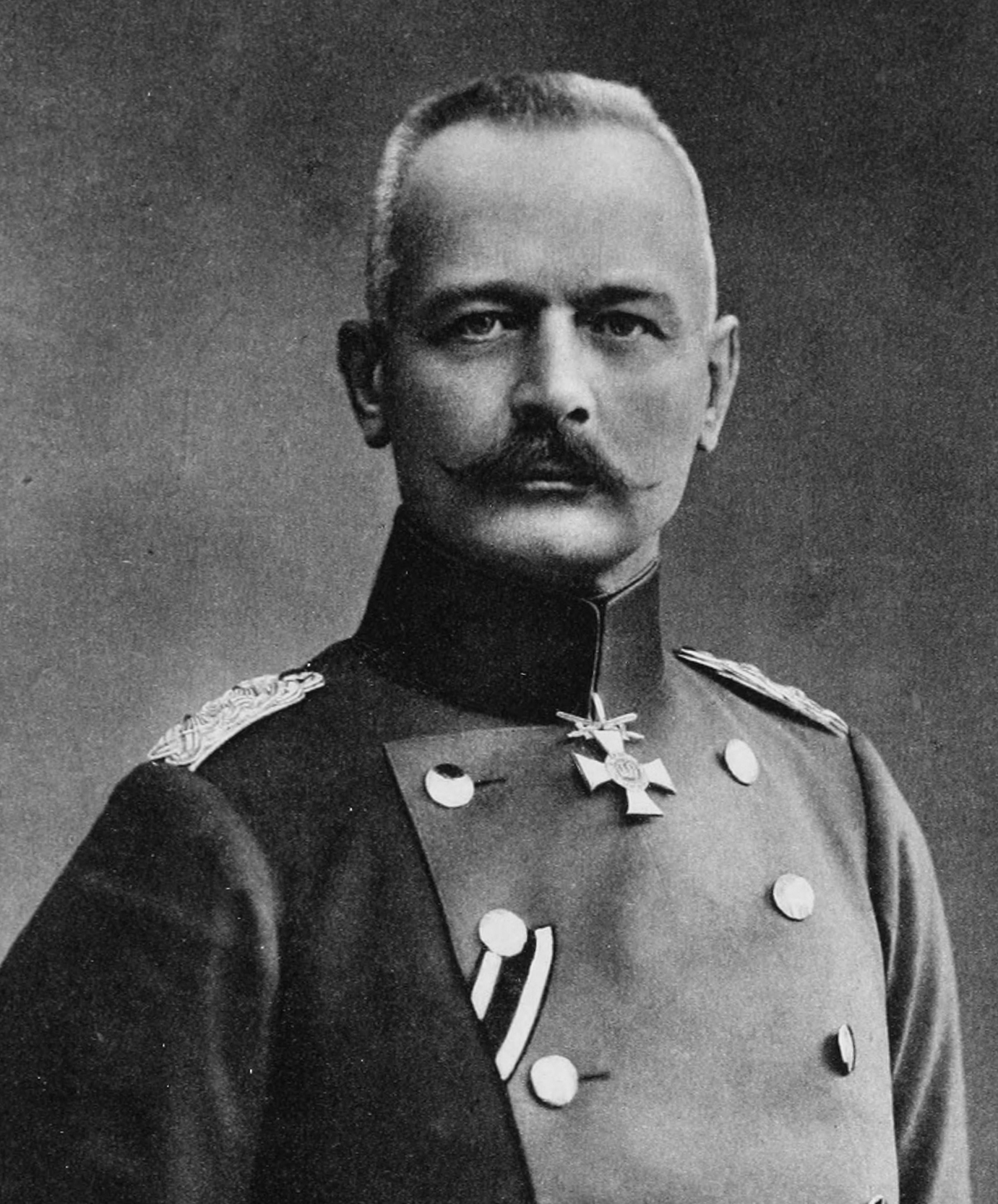
Erich von Falkenhayn

O altă problemă s-a dovedit a fi informarea oamenilor asupra situației militare. Încă din septembrie 1914, șeful Statului Major General, Erich von Falkenhayn, a cerut informarea sistematică a publicului cu privire la situația militară nefavorabilă rezultată din prima bătălie de pe Marna. La sfatul Ministerului de Externe, care se temea de consecințe imprevizibile în străinătate, și al mai multor asociații de afaceri, Bethmann Hollweg a refuzat să permită guvernului să răspândească adevărul despre situația militară. În ciuda oricărei autocomplaceri, spunea el, informarea poate avea loc „numai treptat prin evenimentele în sine”. Încrederea în victorie era, până la urmă, un „factor moral de o importanță extraordinară”.
În timp ce național-liberalii⁠(d), neștiind adevărata situație de pe front, s-au deplasat din ce în ce mai mult spre dreapta și s-au dedat ideilor de anexare, Bethmann Hollweg a remarcat că susținerea unor mari revendicări teritoriale coincidea în mare măsură cu opoziția față de reforma sistemului de vot din Prusia. Problemele de politică externă aveau o latură politică internă, ceva care urma să se dovedească a fi o problemă decisivă, adânc înrădăcinată pentru Cancelar și Imperiu.
De la începutul războiului, Reichstagul a funcționat sub Burgfriedenspolitik⁠(d), un armistițiu politic între partide și guvern, în mare parte bazat pe munca cancelarului. El a respins planul unor ofițeri militari de rang înalt, cum ar fi amiralul Tirpitz, de a aresta comitetul executiv al SPD la începutul războiului și de a dizolva partidul. Bethmann Hollweg în abordase în mod deschis pe social-democrați pentru a-i câștiga pe termen lung de partea împăratului și Imperiului.
Când a întrebat SPD, la 29 iulie 1914, care va fi poziția acestuia în război, a fost asigurat că nu va trebui să presupună că vor avea loc nici sabotaje, nici greve generale. După ce a prezentat împăratului scrisoarea comitetului executiv al SPD, Wilhelm a vorbit la Reichstag pe 4 august, folosind cuvinte care urmau să devină celebre: „Nu mai cunosc partide sau confesiuni; astăzi suntem cu toții frați germani și doar frați germani.”
Privind retrospectiv, Bethmann Hollweg avea să considere ziua în care a început războiul ca fiind una dintre cele mai mărețe din istoria Germaniei. Pe 4 august, credea el, au căzut barierele interne care împiedicaseră țara să crească împreună într-un adevărat stat național. La începutul lui octombrie 1914 a spus: „Barierele trebuie să cadă, o epocă nouă va începe după război. Diferențele de clasă au scăzut ca niciodată.” Abia în săptămânile următoare a început să-și dea seama că conservatorii, care „stăteau acolo așa înghețați”, nu doreau să se alăture noii comunități care cuprindea toate opiniile.

#### 1915–1916: anexioniștii și scufundarea Lusitaniei
În februarie 1915, guvernul s-a angajat într-o „reorientare” care urma să includă reforma electorală în Prusia. Bethmann Hollweg a spus că regula celor trei clase⁠(d) din Prusia „devenise imposibilă” și că era nevoie să se treacă la un vot egal pentru bărbați. Bethmann Hollweg a fost acuzat la acea vreme atât de stânga, cât și de dreapta, de slăbiciune în luarea deciziilor. Lipsa unui centru politic a devenit din ce în ce mai evidentă. Ar fi trebuit să se bazeze mai ales pe național-liberali, care sub purtătorii lor de cuvânt, anexioniștii Ernst Bassermann și Gustav Stresemann nici nu se gândeau să coopereze cu progresiștii liberali de stânga care îl susțineau pe Bethmann Hollweg.

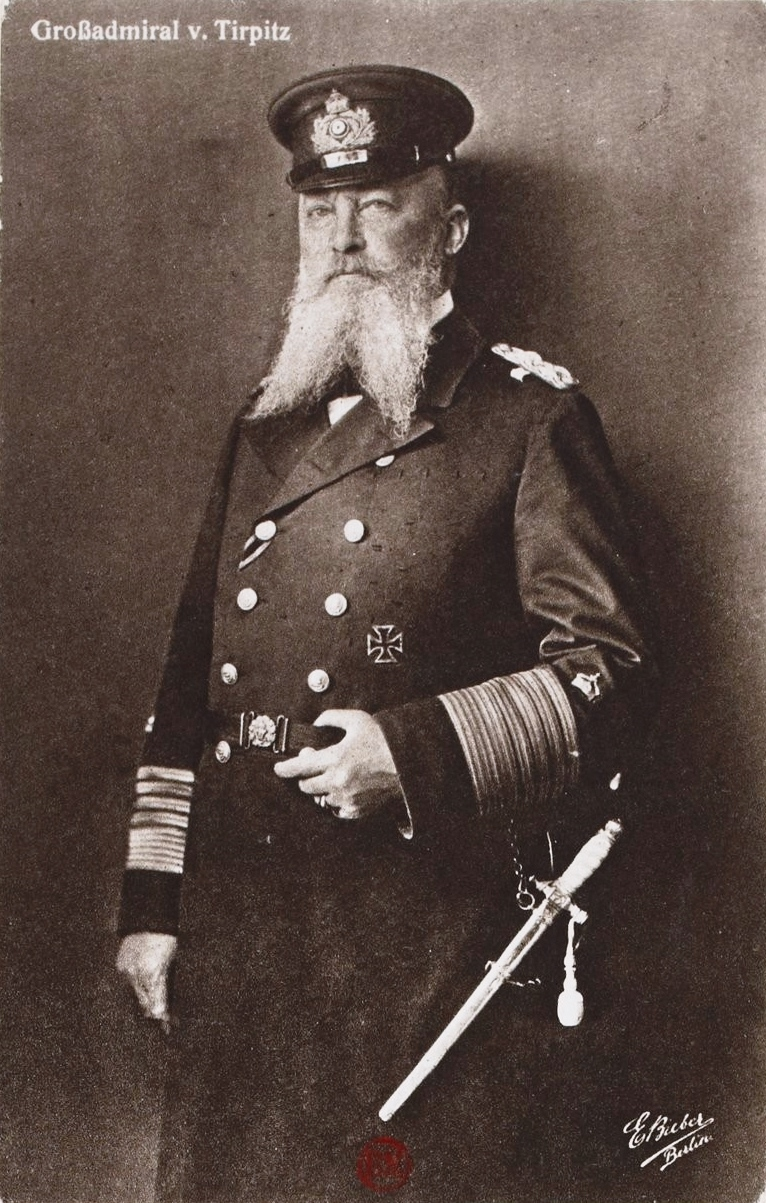
Marele amiral Alfred von Tirpitz

Probabil la sugestia lui Alfred von Tirpitz, pe care îl admira, Frederick Augustus al II-lea, marele duce de Oldenburg, în calitate de purtător de cuvânt al anexioniștilor, a sugerat regelui Ludwig al III-lea al Bavariei în martie 1915 să ceară de la Wilhelm al II-lea, în numele prinților germani, demiterea lui Bethmann-Hollweg care, în opinia sa, era prea slab și stătea în calea unei „păci germane”. Ludwig, care dorea să extindă teritoriul Bavariei după o victorie, nu a făcut-o pentru că Georg von Hertling⁠(d), prim-ministrul bavarez și viitor cancelar al Reichului (1917–1918), a reușit să îl împiedice.
Cancelarul a dat dovada unei viziuni bune asupra situației militare a Reich-ului în primăvara lui 1915 într-o propunere neobișnuită pe care a făcut-o ministerului de stat prusac. El a sugerat ca două districte din Silezia (o provincie a Prusiei) să fie cedate Austriei, pentru ca monarhia dunăreană să poată mai ușor accepta să facă concesii teritoriale Italiei. Bethmann Hollweg credea că aceasta era singura modalitate de a împiedica Italia să intre în război de partea Puterilor Antantei și că, dacă ar fi făcut-o, războiul va fi pierdut. Colegii săi din guvern au respins propunerea ca fiind „antiprusacă”. Italia a declarat război Austro-Ungariei la 23 mai 1915.
La 7 mai 1915, un submarin german a torpilat nava britanică de pasageri RMS Lusitania în largul coastelor Irlandei. Au murit 120 de americani, ceea ce a pus o presiune considerabilă asupra relațiilor Germaniei cu Statele Unite. Problema războiului submarin fără restricții⁠(d) a fost încă o dată în discuție. Într-un interviu din noiembrie 1914, amiralul Tirpitz a descris războiul submarin ca fiind singurul mijloc cu adevărat eficient de a lupta împotriva blocadei navale pe care Regatul Unit o impusese Germaniei. Așteptându-se ca argumentele umanitare să nu aibă greutate în fața Amiralității, Bethmann Hollweg a încercat să evite sau cel puțin să întârzie războiul submarin fără restricții punând întrebări critice. El se îndoia că o astfel de acțiune militară îndreptată împotriva economiei de război britanice ar fi suficientă pentru a decide rezultatul războiului. De asemenea, se temea de la început că Statele Unite vor intra în război de partea Antantei.
Cum Lusitania încă era o problemă politică, Bethmann Hollweg a apărut în fața Reichstagului la 19 august 1915 și a spus: „putem folosi forța – chiar și pe plan extern – numai în interesul libertății”. Considerațiile legate de politica forței puteau fi totuși mai importante decât chestiunile de principiu moral. În fața unui număr tot mai mare de rapoarte ale reprezentanților germani în Imperiul Otoman privind masacrele armenilor și când chiar și ambasadorul de la Constantinopol a cerut intervenția, cancelarul a remarcat: „singurul nostru scop este să menținem Imperiul Otoman alături de noi până la sfârșitul războiului, indiferent dacă armenii pier sau nu din cauza lui”.
La începutul lunii martie 1916, folosind amenințarea demisiei, Bethmann Hollweg a forțat amânarea războiului submarin nerestricționat. La scurt timp după aceea, Tirpitz și-a prezentat demisia, care a fost acceptată pe 12 martie. Cel mai mare adversar al cancelarului și susținător al războiului submarin pe care Bethmann Hollweg îl numise „crimă împotriva poporului german” fusese învins.
Destrămarea SPD era, după toate aparențele, iminentă în martie 1916. În timpul unei ședințe a Reichstagului, mulți social-democrați și-au exprimat aprobarea față de Bethmann Hollweg. Aripa moderată în frunte cu Friedrich Ebert părea să se rupă de aripa de stânga a partidului. Președintele SPD, Hugo Haase⁠(d), care a vorbit cu pasiune în Reichstag împotriva marii vărsări de sânge a războiului și a adoptării bugetului de urgență, a fost forțat să demisioneze și a fost exclus din SPD împreună cu susținătorii săi. Bethmann Hollweg spera într-o fuziune a social-democraților care îi susțineau politica de război cu Partidul Popular Progresist⁠(d) pentru a forma un partid centrist (un „partid al oamenilor de bun simț”). În schimb, în aprilie 1917, s-a format Partidul Social Democrat Independent⁠(d) (USPD) mai radical și mai anti-război, cu Haase în fruntea sa.

#### Hindenburg și Ludendorff

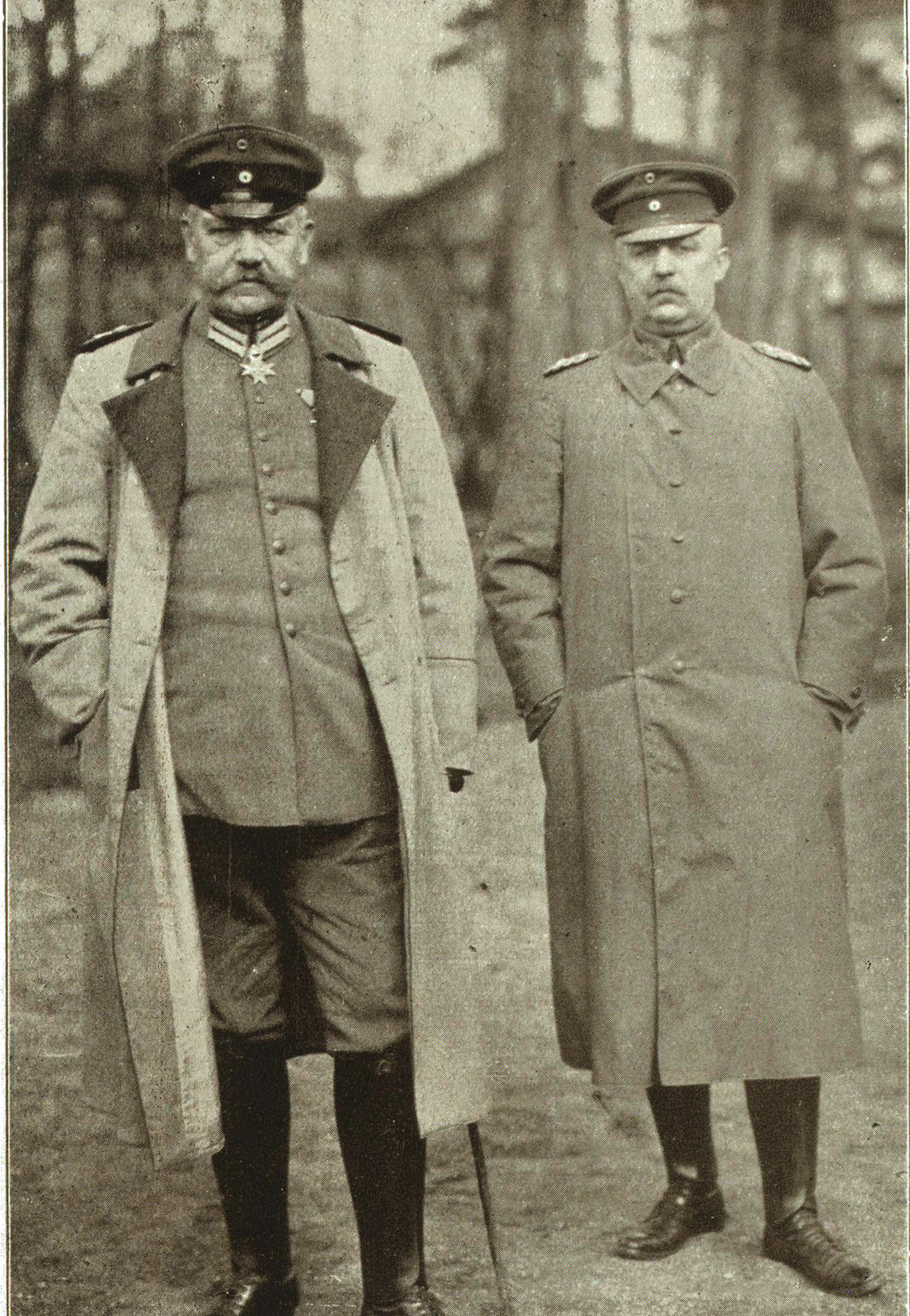
Paul von Hindenburg (stânga) și Erich Ludendorff

În iulie 1916, industriași de frunte, precum și personalități din guvern precum Walter Rathenau au susținut transferul Comandamentului Suprem al Armatei⁠(d) (OHL) de la Erich von Falkenhayn către Paul von Hindenburg și Erich Ludendorff și să le acorde puteri dictatoriale și în sfera civilă. Bethmann Hollweg a susținut planul spunând public că numele Hindenburg era teroarea inamicului și l-a determinat pe împărat să-i dea acestuia comanda întregului front de est. La 28 august, l-a convins pe împărat să-l demită pe Falkenhayn, iar a doua zi Wilhelm al II-lea l-a numit pe Hindenburg șef al Statului Major al Armatei de câmp și pe Ludendorff, prim general de intendență.
La începutul războiului, Bethmann Hollweg a sprijinit anexarea fâșiei de frontieră poloneze⁠(d) de la Polonia Congresului pentru a întări granița de est a Germaniei împotriva Rusiei. Planul includea îndepărtarea etnicilor polonezi din zonă și popularea acesteia cu coloniști germani. Noul general de intendență Ludendorff a cerut înființarea imediată a unui regat pseudo-independent al Poloniei ca „teren de prăsilă pentru oamenii necesari pentru continuarea luptei în est”. În negocierile cu ministrul de externe austriac Stephan Burián von Rajecz⁠(d), în august 1916, reprezentanții Puterilor Centrale au convenit asupra înființării unui regat constituțional independent al Poloniei, dar, sub presiunea lui Bethmann Hollweg, acesta nu urma să fie proclamat decât după încheierea războiului. La 18 octombrie 1916, în urma protestelor de la Viena, acordul din august a fost declarat nul, iar independența Poloniei a fost devansată până în noiembrie. La 5 noiembrie 1916 a fost anunțată proclamarea Regatului de Regență al Poloniei.
Bethmann Hollweg cedase presiunilor din partea comandamentului armatei și monarhiei dunărene. El a reușit să împiedice recrutările forțate, dar faptul că armata începuse să recruteze primii voluntari pentru forțele armate poloneze imediat după proclamarea independenței Poloniei a scos la iveală planurile lui Ludendorff. Deși cancelarul nu a fost forța motrice în problema poloneză, și chiar se opusese fățiș OHL, el a purtat în cele din urmă răspunderea politică.
În toamna anului 1916, OHL, care devenea din ce în ce mai mult forța conducătoare în Reich, a elaborat o lege sub deviza „Cine nu vrea să muncească, să nu mănânce”. Ea conținea, printre altele, o propunere de muncă forțată pentru femei. Cancelarul și Ministerul de Război al Prusiei au protestat vehement împotriva planului, redactat de colonelul Max Bauer⁠(d), și în cele din urmă l-au oprit.
În același timp, la insistențele OHL, a început deportarea muncitorilor belgieni în Reich. În ciuda apelului lui Bethmann Hollweg de a analiza cu atenție problema muncii forțate, măsurile coercitive au continuat până în februarie 1917.

#### 1916–1917: inițiative de pace și războiul submarin
La 7 octombrie 1916, Partidul de Centru a adoptat o rezoluție prin care accepta poziția armatei și cerea pentru prima dată război submarin nerestricționat. Bethmann Hollweg a scris mai târziu în Reflecțiile sale că parlamentul a predat complet lui OHL puterea politică.
În ședința de guvern din 20 octombrie 1916, cancelarul a propus o ofertă separată de pace din partea Puterilor Centrale, invocând absența unei inițiative concrete a Statelor Unite și sprijinul ministrului de externe austriac Burián. El avea în vedere restabilirea, pe cât posibil, a situației dinainte de război. La mijlocul lunii noiembrie 1916, Bethmann Hollweg a transmis o întrebare la Washington prin ambasadorul Johann Heinrich von Bernstorff⁠(d) cu privire la perspectiva unei conferințe de pace. Dar cum Casa Albă a continuat să ezite, Bethmann Hollweg a văzut poate ultima șansă pentru o pace de reconciliere (Ausgleichsfrieden) într-o ofertă făcută de el.
După victoria asupra României, când situația militară s-a schimbat în favoarea Imperiului, vorbind în Reichstag la 12 decembrie 1917, cancelarul a oferit o pace negociată (Verständigungsfrieden) Antantei. El avea sprijinul deplin al Împăratului, care a scris în aprobarea eforturilor lui Bethmann Hollweg că propunerea de pace este „o faptă morală necesară pentru a scuti lumea de presiunile care apasă asupra tuturor”. Guvernele statelor Antantei au privit însă cu scepticism inițiativa.

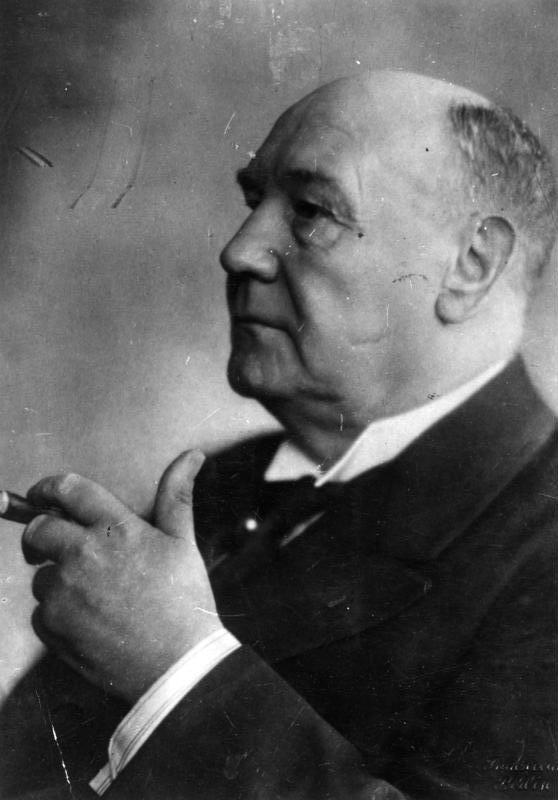

La 18 decembrie, președintele american Woodrow Wilson și-a dezvăluit mult așteptata inițiativă de pace. El cerea dezvăluirea obiectivelor de război clar formulate — ceea ce Imperiul era pregătit să facă — inclusiv retragerea din Belgia. Ca răspuns la cererile pan-germaniștilor, Wilhelm Solf⁠(d) a făcut propunerea de a crea un imperiu colonial german contiguu în Africa centrală, anexând Congoul Belgian. Prin crearea unei Africii Centrale germane, pacea viitoare nu avea să fie împovărată de anexări în Europa. Implementarea obiectivului războiului colonial nu era niciodată o prioritate pentru Bethmann Hollweg. Ceea ce conta pentru el și Solf era formularea unui obiectiv de război german acceptabil în țară și în străinătate în cazul unei păci victorioase, lucru în care niciunul dintre politicieni nu mai credea.
Atunci când Antanta nu a mai fost dispusă să facă astfel de compromisuri, Bethmann Hollweg a cerut, la 7 ianuarie 1917, concesii imediate, altfel Germania va răspunde cu un război submarin nerestricționat. Nota cancelarului, atașată marginal la declarație, trimisă ambasadorului Bernstorff la Washington, arăta punctul său de vedere negativ asupra situației: „poate știți dv. o modalitate de a evita ruptura cu America”.
A doua zi, cancelarul Reich-ului a călătorit la Pleß în Silezia, unde o ședință a Consiliului Coroanei⁠(d) urma să ia decizia cu privire la războiul submarin. După ce OHL și Reichstagul și-au exprimat aprobarea, decizia finală îi revenea împăratului. Bethmann Hollweg a scris mai târziu că Wilhelm îl sprijinea deja complet pe Ludendorff, care susținea că America „nu are soldați” și că, dacă ar fi avut, războiul submarin avea oricum să ducă la înfrângerea Franței și Angliei înainte de sosirea forțelor americane. Raționamentul lui Ludendorff l-a determinat pe împărat să-l întrebe pe Bethmann Hollweg de ce „mai are îndoieli”.
Este greu de adus argumente împotriva declarației ulterioare a lui Bethmann Hollweg că războiul submarin a fost purtat în cele din urmă pentru că majoritatea din Reichstag, Comandamentul Suprem al Armatei și poporul german doreau acest lucru. Rezultatul l-a determinat pe cancelar să se gândească la demisie. Mai târziu i-a spus lui Walther Rathenau că a rămas în funcție pentru a păstra șansele unei păci negociate în ciuda războiului submarin. Lui Riezler i-a spus în 1919 că nu voise să lase loc „stăpânirii prin sabie a pan-germaniștilor”. Potrivit biografului său von Vietsch, el era ghidat de un profund sentiment de loialitate față de Împărat, pe care nu a vrut să-l pună într-o lumină proastă demisionând. Din acel moment, Bethmann Hollweg a fost considerat un politician eșuat în Germania.
După decizia de la Pleß, Wilson, a citit pe 22 ianuarie un mesaj către Senatul SUA care a fost un precursor al programului său în 14 puncte. În el a susținut pacea fără învingători și dreptul popoarelor la autodeterminare. În martie 1917, Revoluția Rusă din Februarie a zguduit structura de putere europeană. La 29 martie, Bethmann Hollweg a apărut în fața presei și, contrar dorințelor conservatorilor, a declarat că Reich-ul nu va restabili guvernul țarului sub nicio circumstanță. Afacerile interne ale Rusiei, a spus el, sunt o chestiune pentru poporul rus. Tulburările politice interne i se părea că sporesc șansele unei păci separate cu Rusia. Tot în acest moment, Germania și-a exprimat sprijinul pentru întoarcerea lui Lenin din exil.
Îndemnat de circumstanțele schimbate și de declarația de război a Statelor Unite împotriva Germaniei la 6 aprilie, Wilhelm al II-lea a inițiat Conferința de la Kreuznach din 23 aprilie privind obiectivele războiului. Bethmann Hollweg a propus renunțarea la toate anexările, dar ideea a fost respinsă în principiu de OHL. Toți cei implicați au văzut că Bethmann Hollweg este de acord cu obiectivele de război ale OHL doar pentru că crede că acestea nu vor fi niciodată îndeplinite. El a menționat: „Nu îmi permit să fiu legat în niciun fel de protocol. Dacă oriunde se deschid oportunități de pace, le urmăresc.”

#### Reforma legii electorale prusace
În acel moment, reforma legii electorale din Prusia, mult amânată, a reapărut pe agenda politică. La 27 februarie 1917, Bethmann Hollweg a venit în fața Reichstagului și, într-un discurs pe care l-a numit mai târziu „de cea mai mare însemnătate”, a spus că vede expresia tipic germană a unei forme liberale de guvernare într-o monarhie bazată „pe largii umeri ai omului liber". Un „imperiu popular” progresist, social, i se părea acceptabil și pentru dreapta și pentru stânga și, prin urmare, soluția pe termen lung a problemelor interne.

Dar această formă de guvernare era atrăgătoare pentru lumea exterioară, în special SUA. Limitarea intelectuală a lui Bethmann Hollweg față de idealismul german îl făcea să judece greșit impactul său internațional. În ultimele luni ale mandatului său, cancelarul a urmărit obiectivul unei monarhii parlamentare și a promovat și chestiunea votului universal pentru bărbați. La 9 martie, conservatorii s-au îndepărtat și mai mult de centru și au respins „întreaga idee liberală și parlamentară”. Pentru a evita o ruptură cu ei, cancelarul — care era și șef al guvernului Prusiei — a evitat din nou teoria constituțională generală în declarațiile sale adresate Camerei superioare prusace⁠(d). Dar el a respins clar o insistență asupra votului în trei clase și a spus că preferința sa este să reformeze legea electorală cât mai curând posibil. Cu toate acestea, el a subliniat că grăbirea problemei ar putea avea consecințe „fatale” și a rostit cuvinte care aveau să aibă un ecou larg:
Vai de omul de stat care nu recunoaște semnele vremurilor, vai de omul de stat care crede că, după o catastrofă precum lumea nu a mai văzut-o până acum, am putea pur și simplu să reluăm de unde am rămas. 
Deși Bethmann Hollweg dorise să evite orice ruptură folosind formulări imprecise, dreapta a luat discursul lui ca pe o expresie a sentimentului antistatal. Aripa reacționară a conservatorilor l-a insultat ca fiind un „lacheu al evreilor și social-democraților”. Progresistul Conrad Haußmann⁠(d) (DVP), pe de altă parte, a vorbit despre un „eveniment istoric”, deoarece cancelarul se plasase în mod deschis pe stânga.

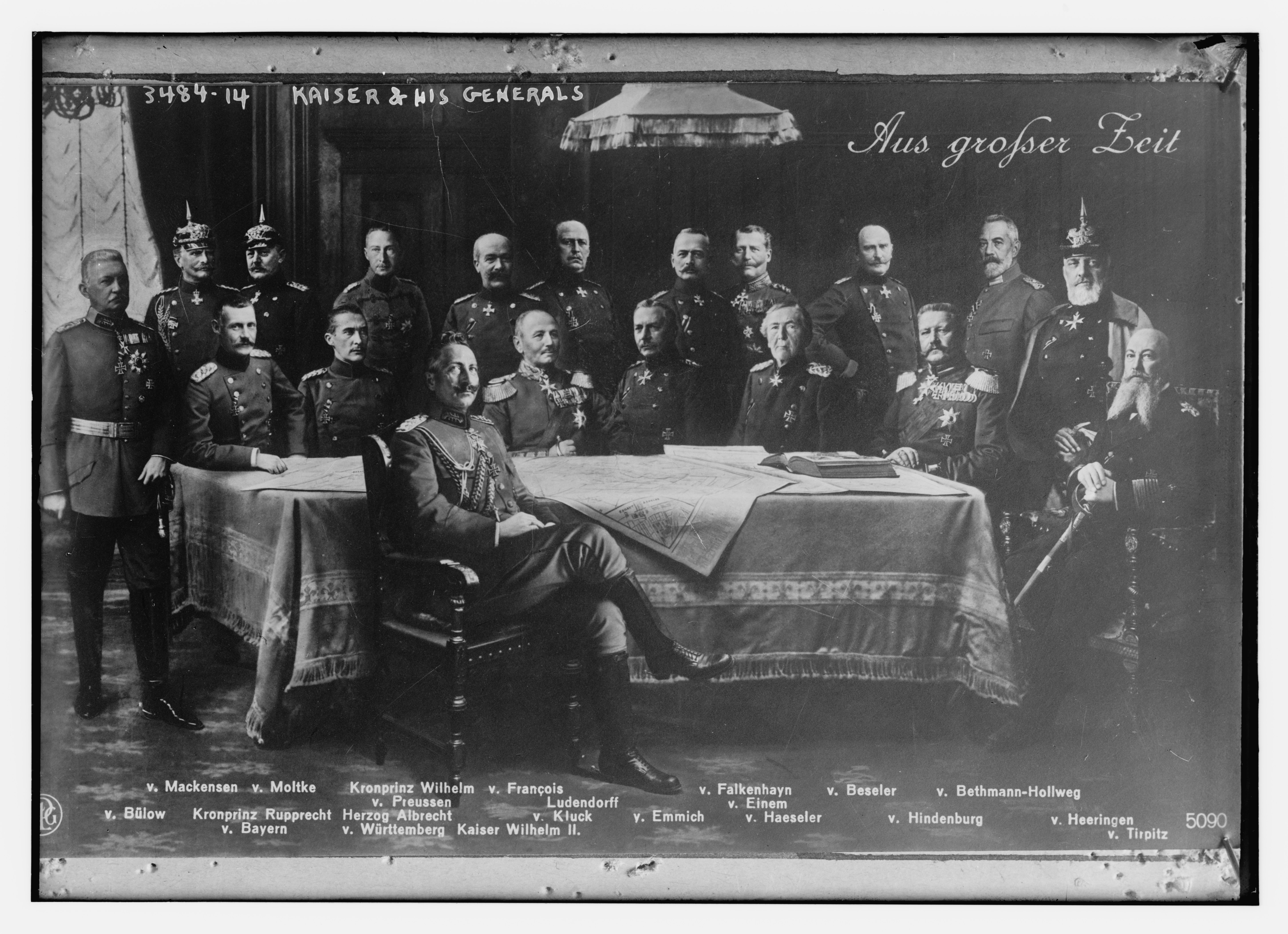
Împăratul Wilhelm al II-lea într-o fotografie nedatată. Bethmann Hollweg este al doilea din dreapta, în picioare. Cuvintele germane de deasupra lui înseamnă „dintr-o vreme grozavă”.

La 31 martie 1917, Bethmann Hollweg a numit o comisie care să redacteze un mesaj al împăratului care să menționeze în mod explicit votul egal. Obosit și epuizat, cancelarul și-a adunat apoi toată hotărârea rămasă și a călătorit la Bad Homburg pentru a-l vedea pe Wilhelm al II-lea. Din respect față de cercurile conservatoare, împăratul a refuzat să facă referire directă la votul egal (pentru bărbați). Bethmann Hollweg i-a explicat agitat că îi este imposibil să susțină un proiect de lege în temeiul căruia „un muncitor decorat cu Crucea de Fier de clasa I să meargă la vot lângă un consătean bogat care a evitat războiul” cu un drept de vot mai slab. În cele din urmă, Wilhelm al II-lea a acceptat formularea mesajului de Paște și, prin urmare, democratizarea Prusiei. Ludendorff a descris Mesajul de Paște din 7 aprilie, care promitea abolirea votului în trei clase, drept „capitulare în fața revoluției”.
SPD a cerut un angajament clar din partea guvernului german pentru pacea fără anexări. Exista o speranță pentru inițiativa de pace a Papei Benedict al XV-lea, care se oferise să medieze între părțile în conflict. Cancelarul și Wilhelm al II-lea au acceptat eforturile Papei și erau pregătiți să evacueze Belgia și chiar să cedeze Alsacia și Lorena. Nunțiul de la München, Eugenio Pacelli, a spus ulterior confidențial că perspectivele de pace ar fi fost bune dacă Bethmann Hollweg ar fi rămas cancelar.
În acel moment, Matthias Erzberger din Partidul de Centru și-a prezentat Rezoluția de pace de la Reichstag⁠(d) în fața comisiei parlamentare principale. Eforturile, care în radicalismul lor erau îndreptate și împotriva cancelarului, l-au uimit pe Bethmann Hollweg, întrucât poziția largii majorități din Reichstag fusese mereu alături de el.

#### Demisia și pensionarea
Ludendorff a văzut atunci o oportunitate ca Reichstagul să-și atingă obiectivul de a-l da jos pe Bethmann Hollweg. În prim-planul gândirii sale era național-liberalul Gustav Stresemann, care susținuse poziții anexioniste și l-a declarat pe cancelar nepotrivit pentru o pace negociată. „Un cancelar al Reich-ului trebuie să fie capabil să se afirme; dacă nu poate, trebuie să suporte consecințele.” În răspunsul său, Bethmann Hollweg a vorbit despre „realizările copleșitoare ale poporului în război”. Era convins că votul egal pentru bărbați nu va aduce „nicio afectare, ci o întărire și o consolidare extraordinară a ideii monarhice”. Cuvintele l-au determinat pe împăratul Wilhelm al II-lea să-i spună șefului său de cabinet von Valentini: „și eu trebuie să-l destitui pe omul care se ridică deasupra tuturor celorlalți cu un cap!”
La două zile după discursul cancelarului, împăratul a publicat „Mesajul din Iulie” în care a promis că „următoarele alegeri pot fi organizate în conformitate cu noua lege a votului egal [pentru bărbați]”. Wilhelm Solf a numit mai târziu aceasta o „victorie completă pentru ideea unui împărat social”. Ca răspuns, colonelul Max Bauer, comisarul OHL, a răspândit vestea că Ludendorff credea că războiul va fi pierdut dacă cancelarul rămâne în funcție. Prințul moștenitor Wilhelm i-a sugerat tatălui său ca reprezentanții partidelor din Reichstag să fie consultați cu privire la rămânerea cancelarului. Deputații Kuno von Westarp⁠(d) (Partidul Național Popular German), Gustav Stresemann (Partidul Popular German) și Erich Mertin (Partidul Conservator Liber) au vorbit în favoarea demiterii cancelarului, și numai Friedrich von Payer⁠(d) (Partidul Popular Progresist) și Eduard David⁠(d) (SPD) s-au exprimat în favoarea rămânerii acestuia în funcție.
În eforturile lor de a obține o pace negociată, partidele majoritare din Reichstag l-au considerat pe Bethmann Hollweg un negociator inacceptabil, deoarece fusese de prea mult timp în funcție și, în opinia lor, era prea slab în relațiile cu Comandamentul Suprem al Armatei. Era prea dispus să facă compromisuri cu ei, deși susținuse perspectiva unor reforme interne.
Într-o scrisoare către împărat din 12 iulie 1917, Ludendorff a amenințat că va demisiona, iar Hindenburg s-a alăturat ultimatumului. Pentru a-l scuti pe împărat și pe el însuși de jena unei demiteri, Bethmann Hollweg și-a prezentat demisia. Împăratul a cedat presiunilor din partea conducerii militare și a acceptat demisia. La 13 iulie 1917, Bethmann Hollweg a părăsit funcția.
Reacțiile la demisia lui Bethmann Hollweg au fost la fel de variate ca și evaluările activităților sale în timpul mandatului său. El însuși a scris că putea demisiona fără amărăciune, dar cu durere privind spectacolul pe care îl oferă Germania „dușmanului care ascultă”. Succesorul său, Georg Michaelis⁠(d), al cărui nume fusese propus de OHL, a împiedicat inițiativa papală de pace să avanseze atunci când și-a retras toate concesiile, inclusiv retragerea din Belgia. Locul lui Michaelis a fost luat la 1 noiembrie 1917 de Georg von Hertling⁠(d), un conservator sud-german pe care Bethmann Hollweg l-a dorit de la început ca succesor al său. Hertling a recunoscut totuși că nu-i plăceau părerile lui Bethmann, „care se înclina foarte mult spre stânga”.
Fostul cancelar s-a retras la moșia sa Hohenfinow și s-a dedicat agriculturii. El a numit revoluția care a izbucnit în Germania în noiembrie 1918 un „désastre". El credea că rezultatul războiului mondial ar fi trebuit să fie o adevărată ligă a națiunilor, dar acum avea să urmeze doar o „ligă falsă construită pe orgii imperialiste”. Fie că le plăcea sau nu, ei stăteau „în pragul unei noi ere, una de altfel democratică”.

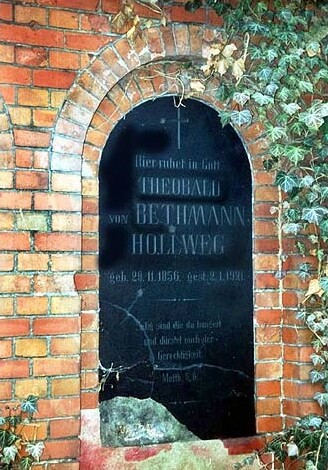
Mormântul lui Theobald von Bethmann Hollweg.

În mai 1919 a fost publicată prima parte a Reflecțiilor asupra războiului mondial de Bethmann Hollveg. Privind retrospectiv, el vedea rolul Germaniei în izbucnirea războiului după cum urmează:
Am fost împovărați în cel mai greu mod de 1870/1871 [Războiul Franco-Prusac] și de poziția noastră geografică centrală. După ce Împăratul a venit la putere, am făcut adesea opusul a ceea ce am fi putut face pentru a face povara suportabilă. Desigur, imperialismul mondial ar fi prevalat chiar și fără intervenția noastră și rămâne foarte îndoielnic dacă am fi putut împiedica antagonismele naturale franceze, ruse și britanice să se unească împotriva noastră, chiar dacă am fi acționat rezonabil. Vinovăția ne-am atras-o asupra noastră, dar catastrofei mondiale îi puteau da naștere numai o vinovăție generală și comună.
Bethmann Hollweg a primit o atenție proeminentă în întreaga lume în iunie 1919, când a cerut oficial Puterilor Aliate și Asociate să-l judece pe el în locul Împăratului. Consiliul Suprem de Război⁠(d) a decis să-i ignore cererea. El a fost adesea menționat ca printre cei care puteau fi judecați de Aliați pentru infracțiuni politice în legătură cu originea războiului.
Theobald von Bethmann Hollweg a murit de pneumonie acută la 1 ianuarie 1921 fără să fi putut finaliza a doua parte a reflecțiilor sale. Pe piatra funerară a fostului cancelar al Reich-ului se află un verset biblic ales de el: „Fericiți cei flămânzi și însetați de dreptate” (Matei 5:6).

### Cabinet
| Cabinetul (1909–1917)                          | Cabinetul (1909–1917)                   | Cabinetul (1909–1917)                  | Cabinetul (1909–1917) |
| Funcția                                        | Titularul                               | Perioada în funcție                    | Partid                |
| ---------------------------------------------- | --------------------------------------- | -------------------------------------- | --------------------- |
| Cancelar                                       | Theobald von Bethmann Hollweg           | 14 iulie 1909 – 13 iulie 1917          | Niciunul              |
| Vice-cancelar al Germaniei secretar de interne | Clemens von Delbrück⁠(d)                 | 14 iulie 1909 – 22 mai 1916            | Niciunul              |
| Vice-cancelar al Germaniei secretar de interne | Karl Helfferich⁠(d)                      | 22 mai 1916 – 23 octombrie 1917        | Niciunul              |
| Secretar pentru afaceri externe                | Wilhelm von Schoen⁠(d)                   | 7 octombrie 1907 – 28 iunie 1910       | Niciunul              |
| Secretar pentru afaceri externe                | Alfred von Kiderlen-Waechter⁠(d)         | 28 iunie 1910 – 30 decembrie 1912      | Niciunul              |
| Secretar pentru afaceri externe                | Gottlieb von Jagow⁠(d)                   | 30 decembrie 1912 – 22. noiembrie 1916 | Niciunul              |
| Secretar pentru afaceri externe                | Arthur Zimmermann⁠(d)                    | 22 noiembrie 1916 – 6 august 1917      | Niciunul              |
| Secretar al justiției                          | Rudolf Arnold Nieberding⁠(d)             | 10 iulie 1893 – 25 octombrie 1909      | Niciunul              |
| Secretar al justiției                          | Hermann Lisco⁠(d)                        | 25 octombrie 1909 – 5 august 1917      | Niciunul              |
| Secretar al Trezoreriei⁠(d)                     | Adolf Wermuth                           | 14 iulie 1909 – 16 martie 1912         | Niciunul              |
| Secretar al Trezoreriei⁠(d)                     | Hermann Kühn                            | 16 martie 1912 – 31 ianuarie 1915      | Niciunul              |
| Secretar al Trezoreriei⁠(d)                     | Karl Helfferich                         | 31 ianuarie 1915 – 22 mai 1916         | Niciunul              |
| Secretar al Trezoreriei⁠(d)                     | Siegfried von Roedern⁠(d)                | 22 mai 1916 – 13 noiembrie 1918        | Niciunul              |
| Secretarul Poștelor⁠(d)                         | Reinhold Kraetke                        | 6 mai 1901 – 5 august 1917             | Niciunul              |
| Secretar al Marinei⁠(d)                         | Alfred von Tirpitz                      | 18 iunie 1897 – 15 martie 1916         | Niciunul              |
| Secretar al Marinei⁠(d)                         | Eduard von Capelle⁠(d)                   | 15 martie 1916 – 5 octombrie 1918      | Niciunul              |
| Secretar pentru Colonii                        | Bernhard Dernburg⁠(d)                    | 17 mai 1907 – 9 iunie 1910             | Niciunul              |
| Secretar pentru Colonii                        | Friedrich von Lindequist⁠(d)             | 10 iunie 1910 – 3 noiembrie 1911       | Niciunul              |
| Secretar pentru Colonii                        | Wilhelm Solf⁠(d)                         | 20 noiembrie 1911 – 13 decembrie 1918  | Niciunul              |
| Secretar pentru alimentație                    | Adolf Tortilowicz von Batocki-Friebe⁠(d) | 26 mai 1916 – 6 august 1917            | Niciunul              |

## Moștenire politică și evaluare istorică
Niciunul din cercul de prieteni al lui Bethmann Hollweg nu a obținut o influență semnificativă în timpul Republicii de la Weimar. Singurul politician a cărui viziune asupra lumii era legată de cea a lui Bethmann Hollweg a fost Gustav Stresemann. Dar el a fost cel care, în calitate de membru național liberal al Reichstagului, îl criticase pe Bethmann Hollweg.
Adolf Hitler a fost ostil față de personalitatea cancelarului Reich-ului în cartea sa Mein Kampf. El a deplâns „atitudinea mizerabilă și slăbiciunea acestui filozof slab”. Discursurile lui din Reichstag erau acolo numite o „bâlbâială neajutorată”. Tirpitz a condamnat „înclinarea intelectualilor noștri către cultura occidentală”.
Relațiile lui Bethmann Hollweg cu social-democrații au influențat cursul istoriei partidului. Ca urmare a Burgfriedenspolitik, SPD a devenit „eligibil” pentru mari secțiuni din clasa de mijloc și, ca partid popular, putea exercita o mare influență asupra constituției Republicii de la Weimar, precum și asupra celei a Republicii Federale Germania. Potrivit istoricului Eberhard von Vietsch, dezvoltarea SPD într-un partid popular burghez de centru-stânga ar fi fost mai dificilă fără inițiativa lui Bethmann Hollweg de a integra SPD în sistemul politic.
Oponenții interni ai lui Bethmann Hollweg l-au acuzat că este un „defetist” care dorea să fure „poporului roadelor victoriei” cu o „pace putredă”. Evaluarea a fost păstrată de partidele naționaliste din Republica de la Weimar până când a devenit în cele din urmă oficială odată cu victoria Partidului Nazist. După 1945, Bethmann Hollweg a fost considerat un „cancelar fără calități”, un „Hamlet nehotărât care se îndoia de sine”.
Astăzi, în Hohenfinow, mai rămâne doar mormântul fostului cancelar al Reichului, deteriorat și parțial distrus. El este singurul cancelar al Reich-ului din timpul Imperiului German după care nu este denumită nicio stradă nicăieri.

## Distincții

### Ordine și decorații
- Prusia:[130]
  - Vulturul Negru în grad de cavaler⁠(d), cu colan și briliante
  - Vulturul Roșu în grad de cavaler, clasa a III-a cu fundă și coroană
  - Ordinul Coroanei în grad de cavaler⁠(d), clasa a II-a
  - Mare Comandant al Ordinului Casei Regale de Hohenzollern
  - Medalia Crucea Roșie⁠(d), clasa a III-a
  - Medalia de serviciu a Landwehrului, Clasa a II-a
- Hohenzollern: Crucea de Onoare a Ordinului Casei Princiare de Hohenzollern, clasa I[130]
- Anhalt⁠(d): Ordinul Ursului Albert⁠(d) în grad de mare cruce[130]
- Baden:[130]
  - Leul Zähringer⁠(d) în grad de mare cruce, cu frunze de stejar, 1908[131]
  - Ordinul Fidelității⁠(d) în grad de cavaler
- Regatul Bavariei:[130]
  - Sf. Hubert⁠(d) în grad de cavaler, 1909[132]
  - Meritul Coroanei Bavareze⁠(d) în grad de mare cruce
- Brunswick: Ordinul Leul Henric⁠(d) în grad de mare cruce[130]
- Ducatele Ernestine⁠(d): Ordinul Casei Saxa-Ernestine⁠(d) în grad de mare cruce[130]
- Marele Ducat Hessa:[133]
  - IOrdinul de Merit Filip cel Mărinimos⁠(d) în grad de mare cruce, 21 noiembrie 1908
  - Ordinul Ludwig⁠(d) în grad de mare cruce, 25 noiembrie 1910
- Mecklenburg:[130]
  - Coroana Wendică⁠(d) în grad de mare cruce, cu Coroană de Aur
  - Ordinul Grifonului⁠(d) în grad de mare cruce
- Regatul Saxoniei:[130]
  - Coroana cu Virnant⁠(d) în grad de cavaler
  - Ordinul Albert⁠(d), în grad de mare cruce, cu Stea de Aur
- Schaumburg-Lippe: Ordinul Casei Schaumburg-Lippe, în grad de cruce de onoare, clasa I[130]
- Regatul Württemberg: Ordinul Coroanei Württembergului⁠(d) în grad de mare cruce[130]
- Austro-Ungaria: Ordinul Regal Maghiar Sf. Ștefan în grad de mare cruce, 1909; cu briliante, 1917[134]
- Belgia: Ordinul Leopold⁠(d) în grad de mare cordon[130]
- Bulgaria: Ordinul Sf. Alexandru⁠(d), în grad de mare cruce, cu colan[130]
- Danemarca:[135]
  - Ordinul Dannebrog în grad de mare cruce, 19 noiembrie 1906
  - Ordinul Elefantului⁠(d) în grad de cavaler, 25 februarie 1913
- Italia:[130]
  - Ordinul Buna Vestire⁠(d) în grad de cavaler, 22 martie 1910[136]
  - Ordinul Coroanei Italiei⁠(d) în grad de mare cruce
- Imperiul Otoman: Ordinul Osmanieh⁠(d), clasa I cu briliante[130]
- Persia⁠(d): Ordinul Leul și Soarele⁠(d), clasa I cu briliante[130]
- România: Coroana României în grad de mare cruce[130]
- Rusia: Ordinul Sf. Andrei în grad de cavaler, 1910[130]
- Restaurația spaniolă: Ordinul Carol al III-lea⁠(d) în grad de mare cruce, 2 noiembrie 1905[137]
- Suedia: Steaua Nordului în grad de comandant și mare cruce, 1908[138]
- Regatul Unit al Marii Britanii și Irlandei: Ordinul Regal Victorian⁠(d) în grad de cavaler și mare cruce onorific[130]

### Numiri militare
- General-maior À la suite al armatei prusace

### În limba engleză
- Bethmann Hollweg, Theobald (1920). Reflections on the World War (în engleză). 1. London: Butterworths.
- Jarausch, Konrad Hugo. "Revising German History: Bethmann Hollweg Revisited." Central European History 21#3  (1988): 224–243, historiography in JSTOR
- Jarausch, Konrad H. "The Illusion of Limited War: Chancellor Bethmann Hollweg's Calculated Risk, July 1914." Central European History 2.1 (1969): 48-76. online
- Langdon, John W. "Emerging from Fischer's shadow: recent examinations of the crisis of July 1914." History Teacher 20.1 (1986): 63–86, historiography in JSTOR

### În limba germană
- Bethmann Hollweg (1919–1921). Betrachtungen zum Weltkriege. Berlin: Hobbing.
  - Vol. 1: Vor dem Kriege [ Înainte de război ]
  - Vol. 2: Während des Krieges [ În timpul războiului ]
- von Vietsch, Eberhard (1969). Bethmann Hollweg. Staatsmann zwischen Macht und Ethos [ Bethmann Hollweg. Om de stat între putere și etos ] Boppard: Boldt.
- Zmarzlik, Hans G. (1957): Bethmann Hollweg als Reichskanzler, 1909–1914. Studien zu Möglichkeiten und Grenzen seiner innerpolitischen Machtstellung [ Bethmann Hollweg ca cancelar al Reichului, 1909–1914. Studii despre posibilitățile și limitele poziției sale de putere internă ]ISSN 0522-6643 ). Düsseldorf: Droste.